# Lotnisko Chopina w Warszawie

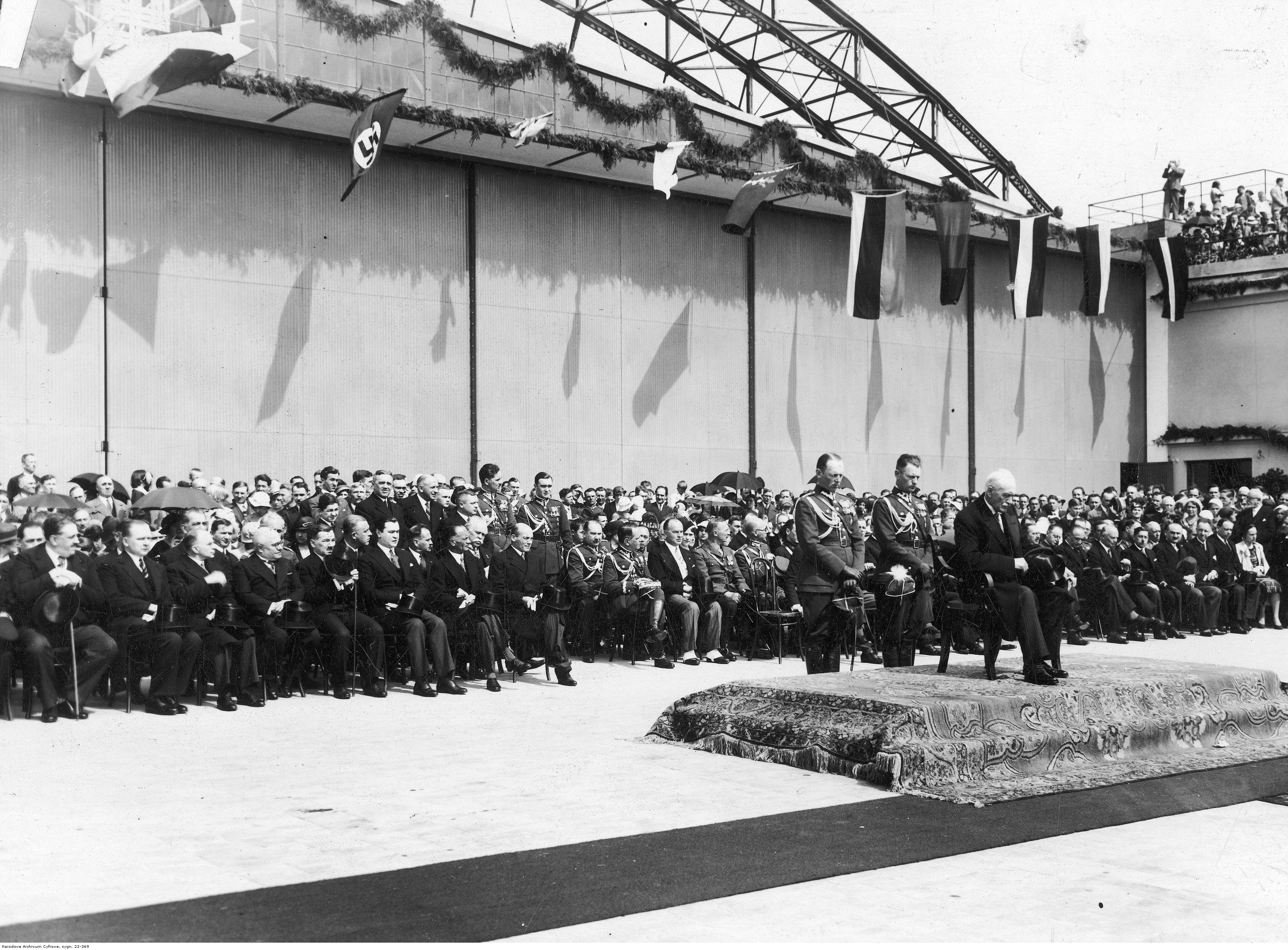
Uroczystość otwarcia terminala pasażerskiego na lotnisku na Okęciu, 29 kwietnia 1934

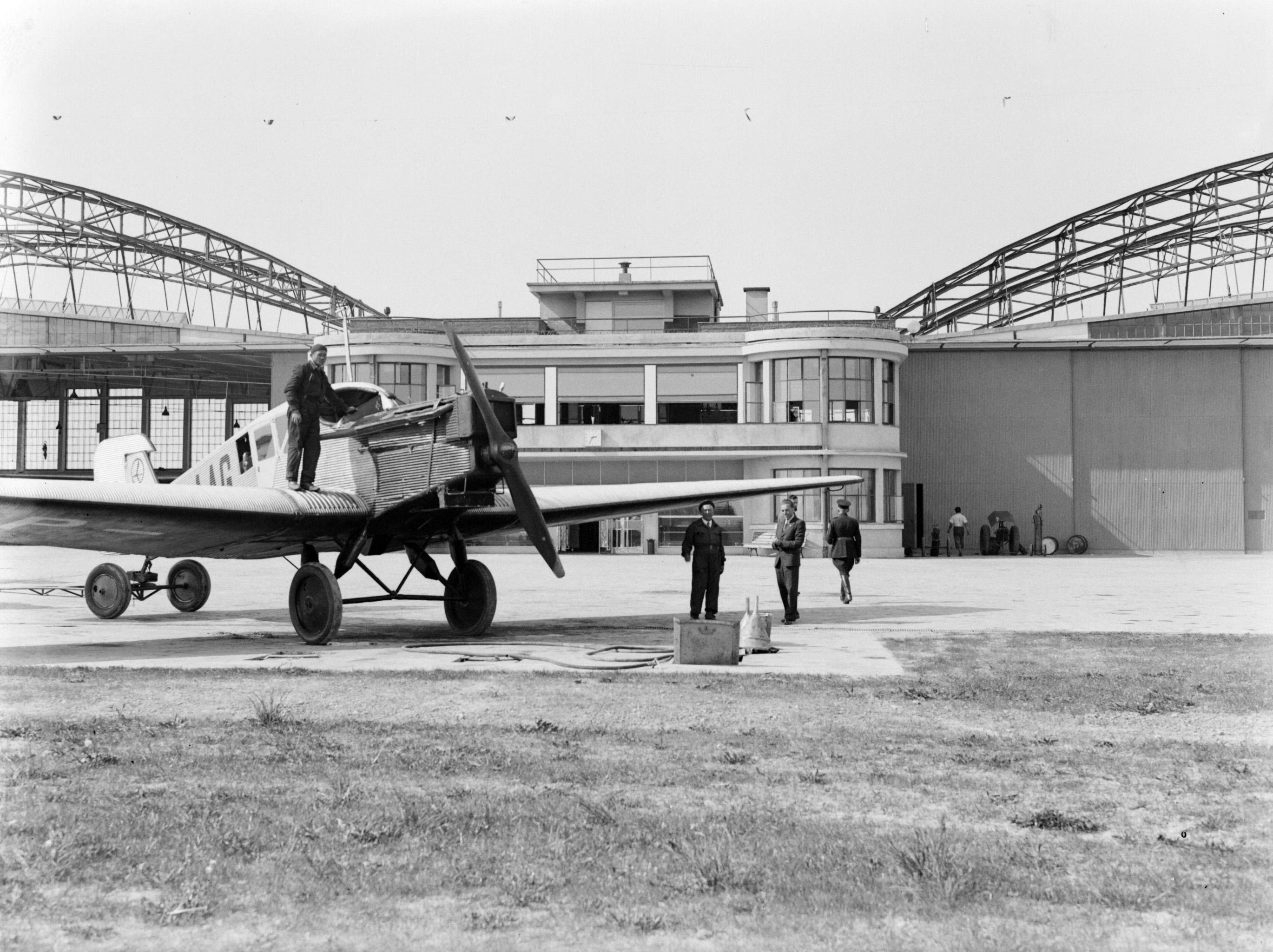
Znajdujący się między dwoma hangarami budynek dworca lotniczego, 1934

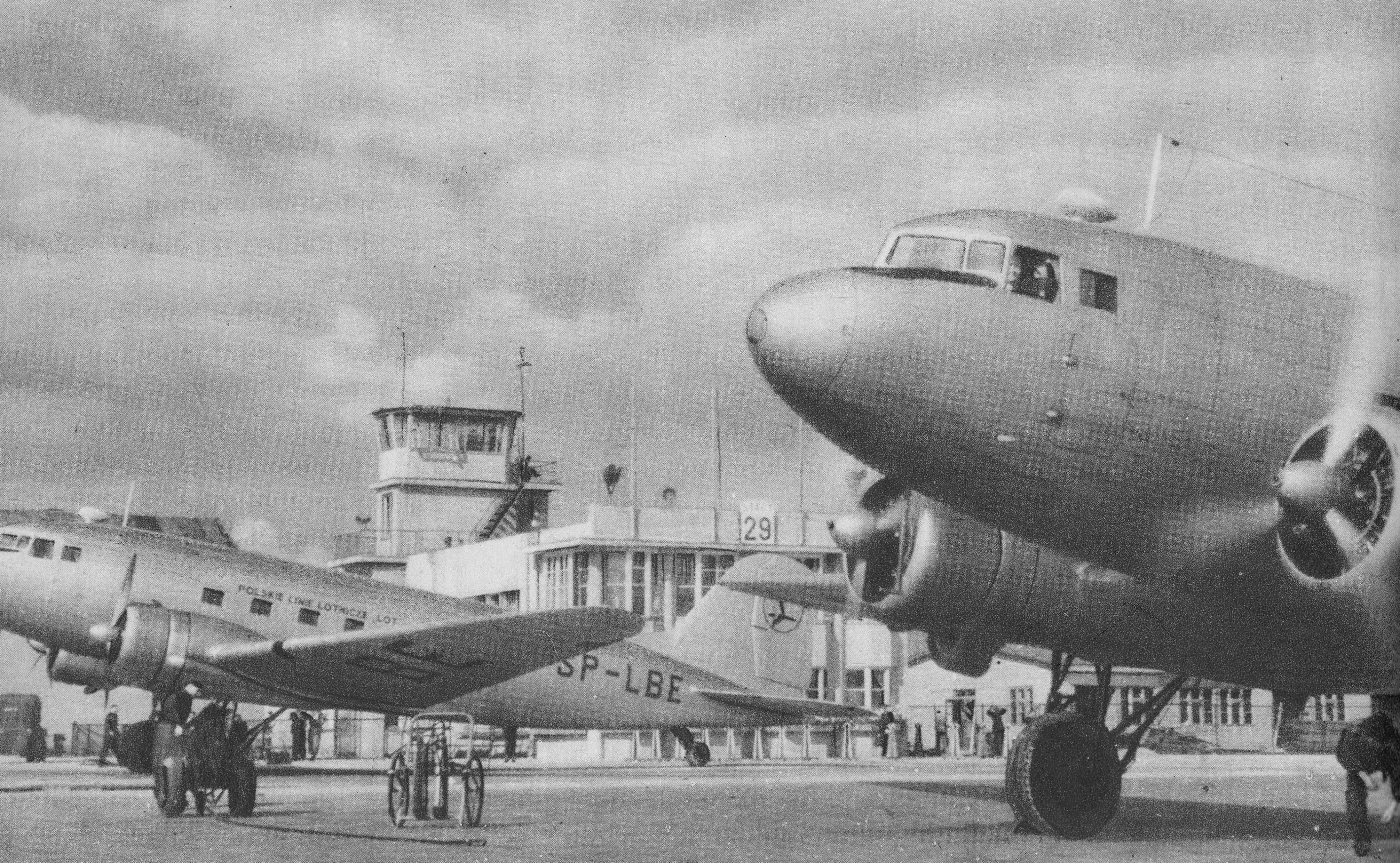
Samoloty w porcie lotniczym Warszawa-Okęcie, początek lat 50.

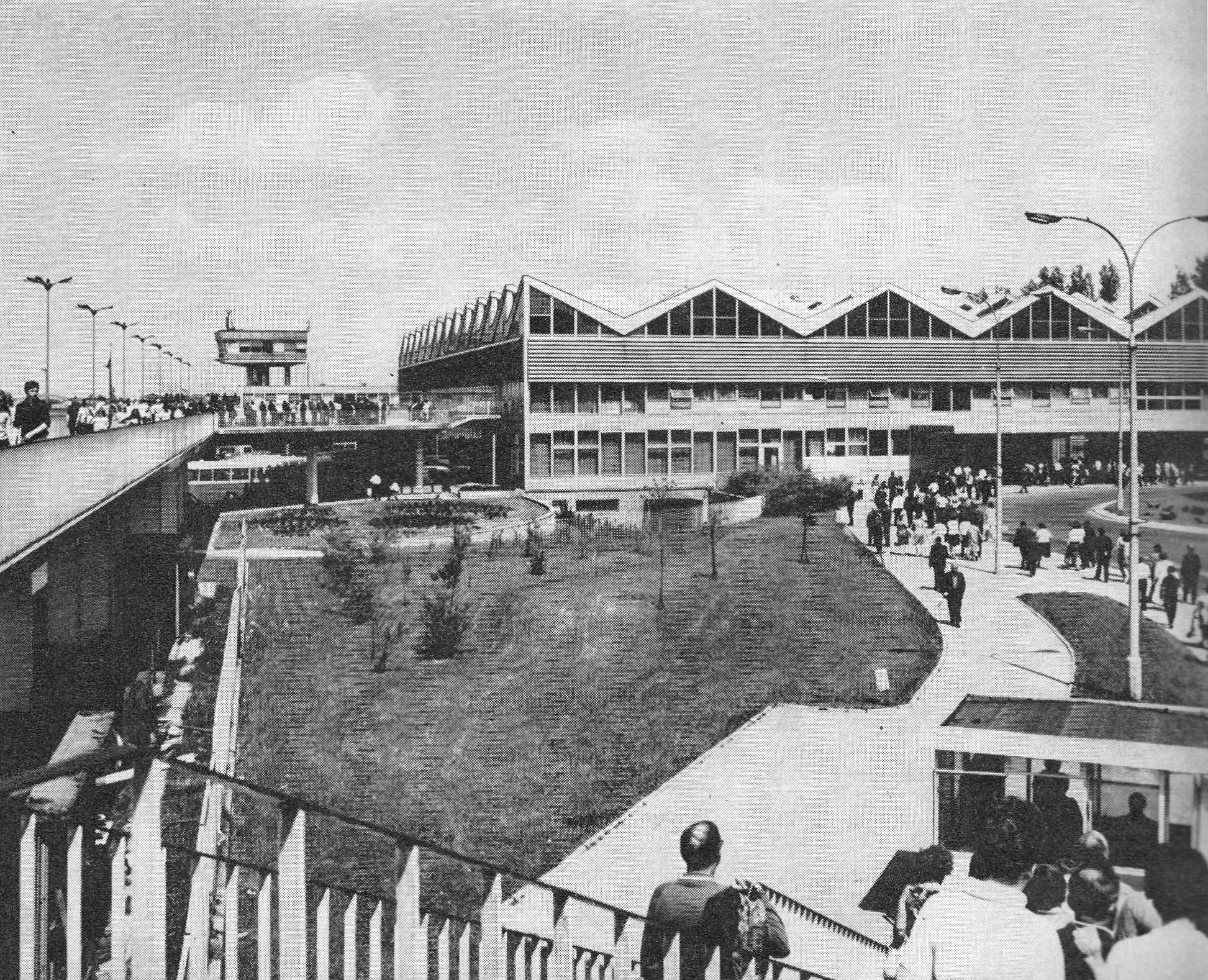
Port lotniczy w latach 70. XX wieku

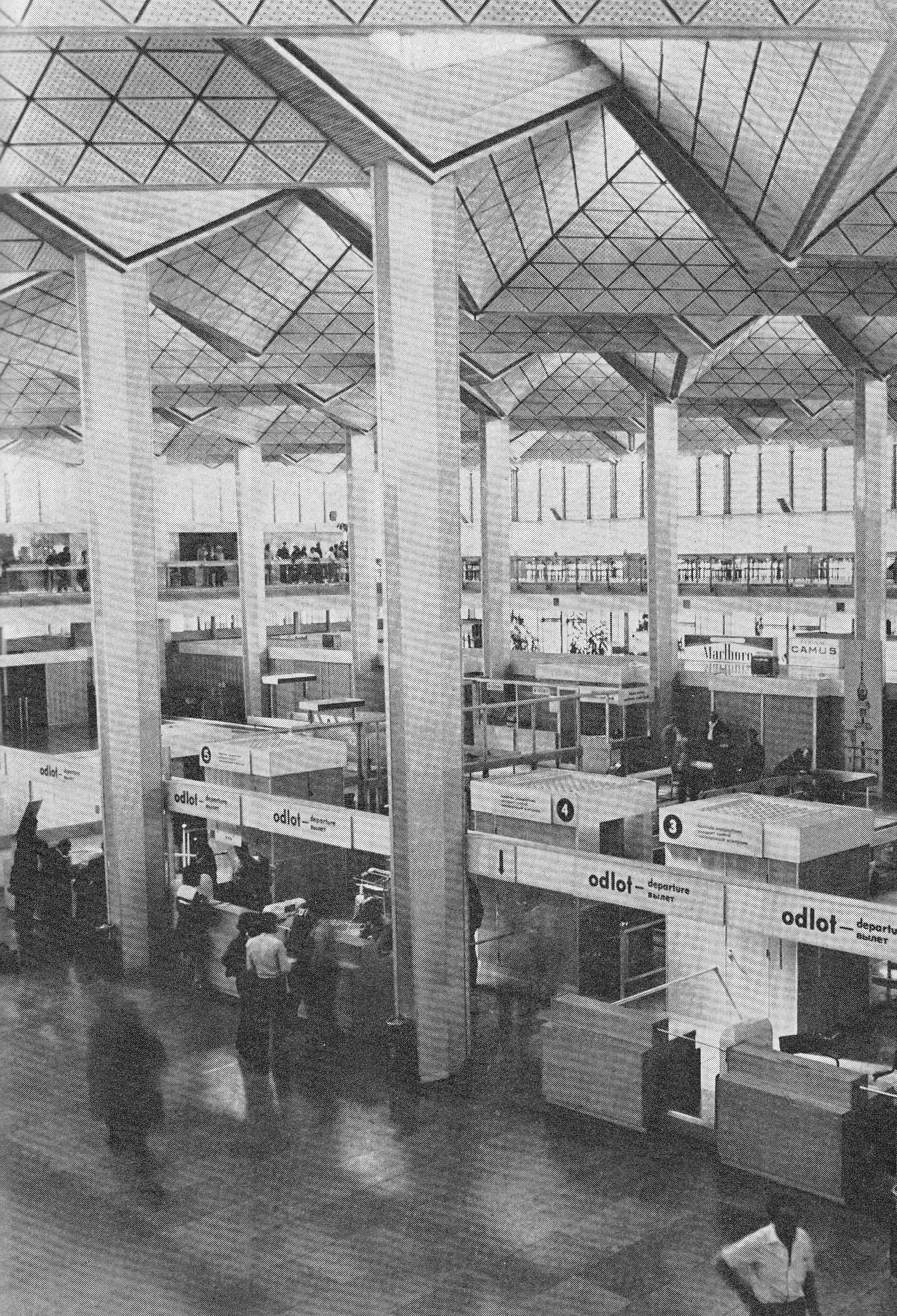
Hala dworca lotniczego w latach 70. XX wieku

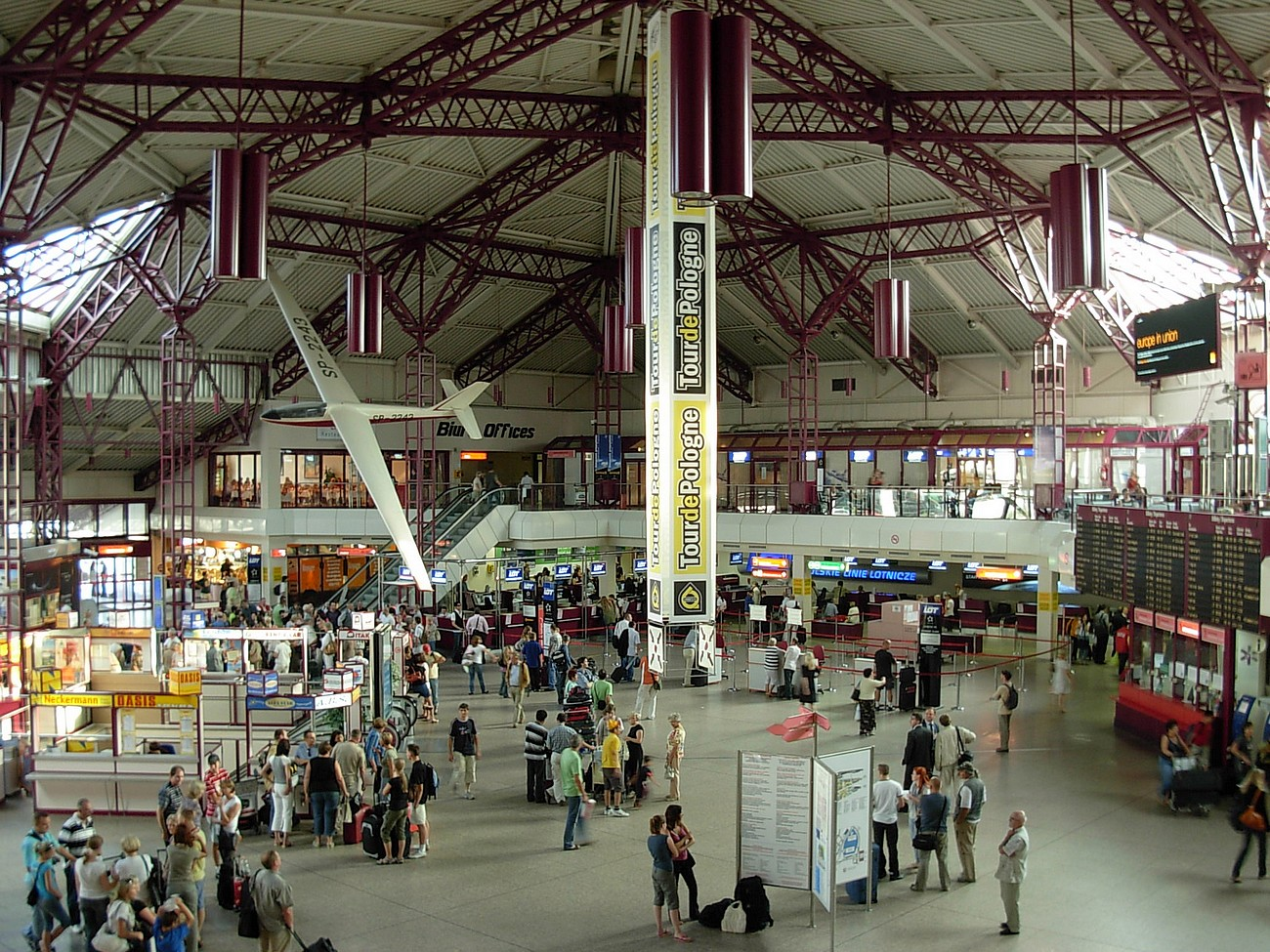
Wnętrze hali odlotów starej części terminalu A przed przebudową (2008)

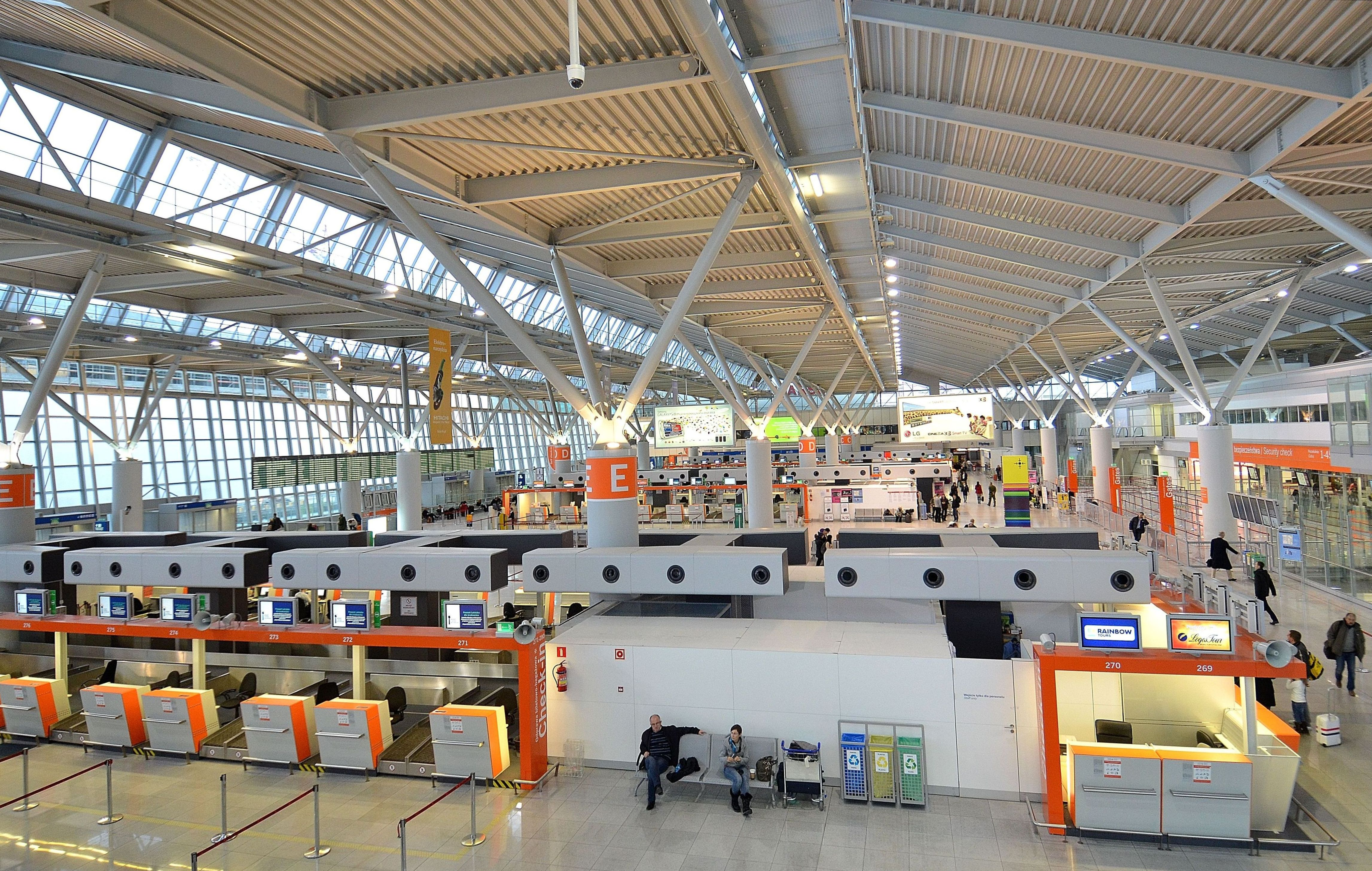
Wnętrze hali odlotów w nowej części terminalu A

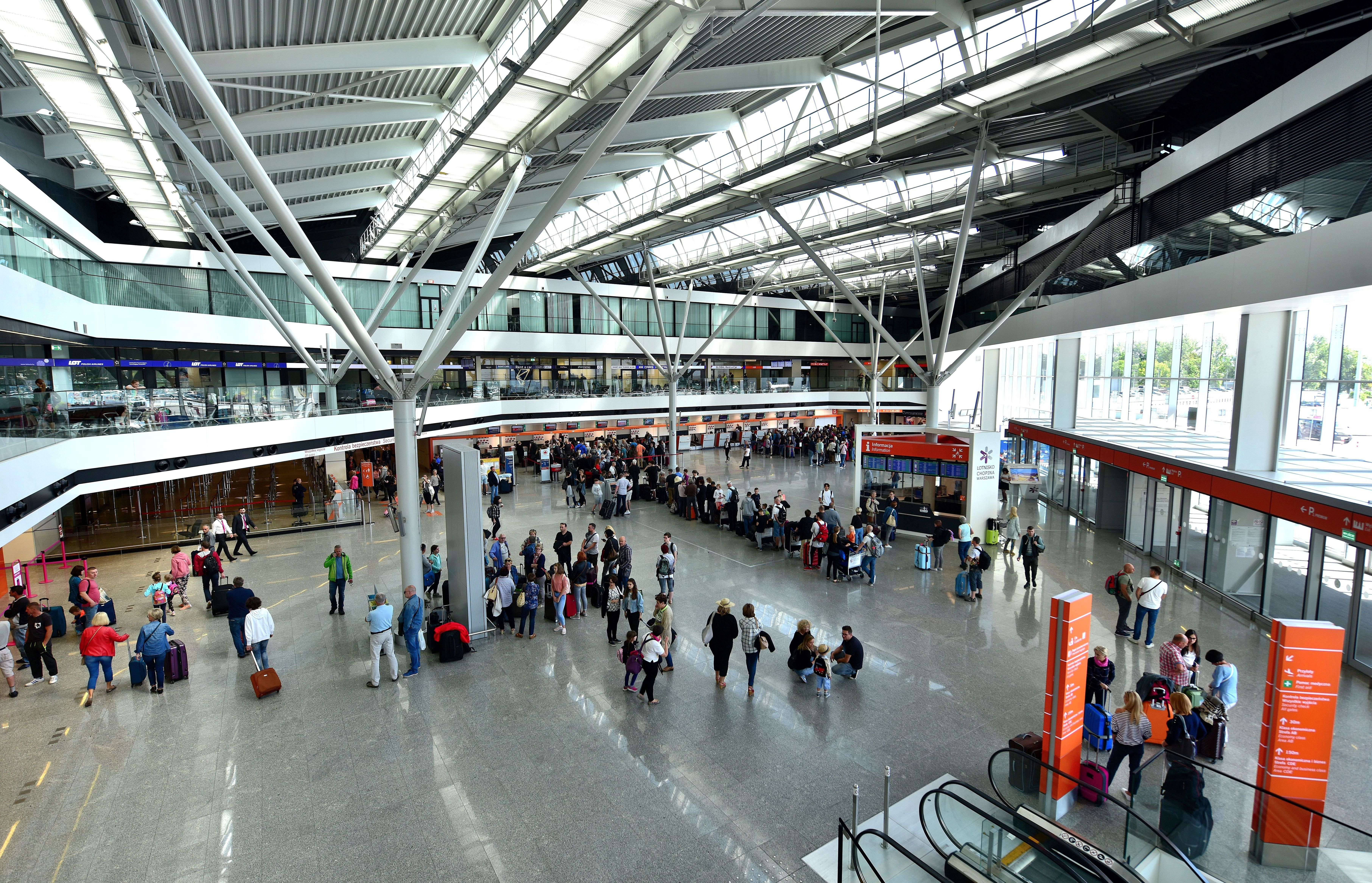
Wnętrze hali odlotów w starej części terminalu A po przebudowie (2018)

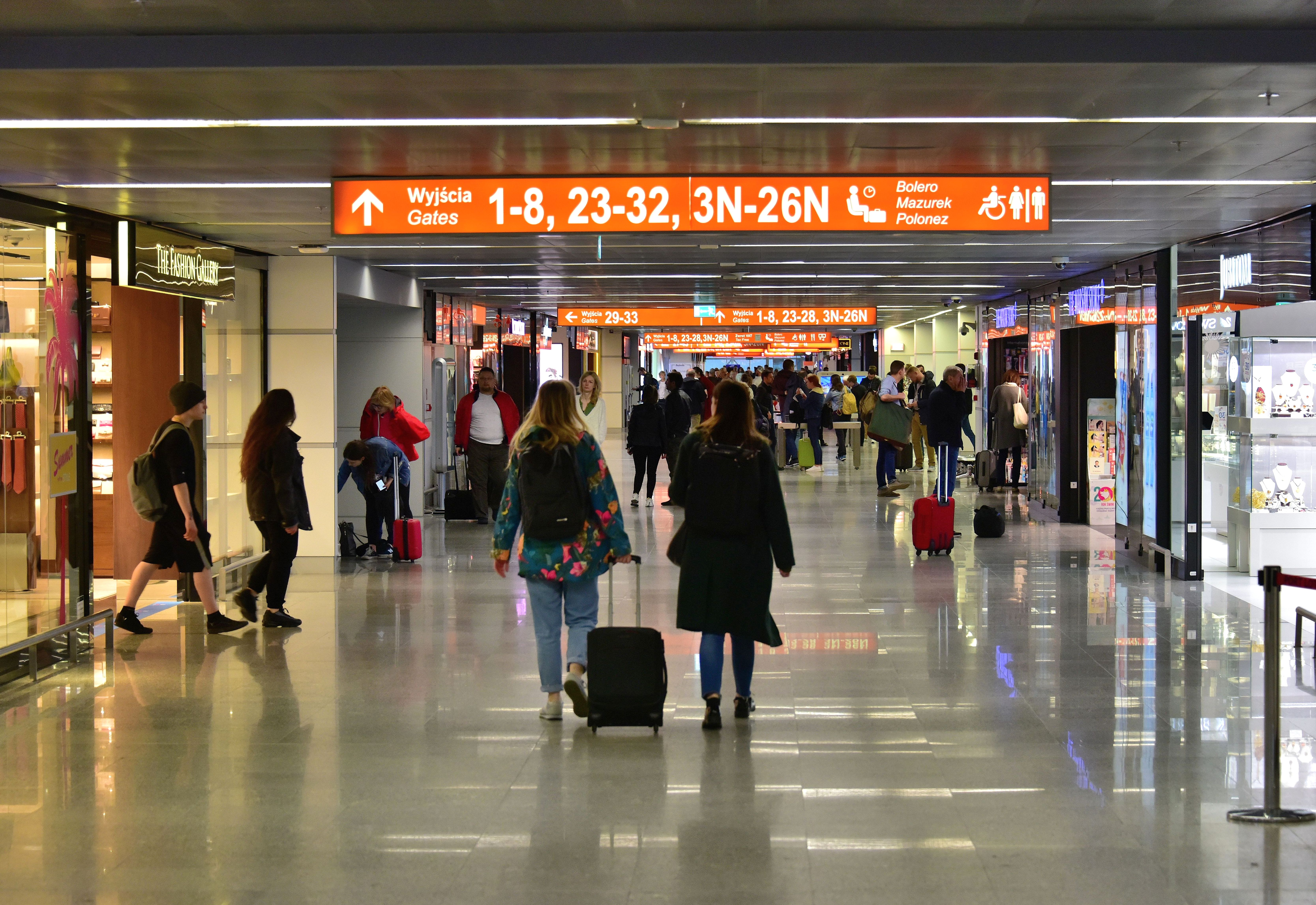
Korytarz w części komercyjnej lotniska

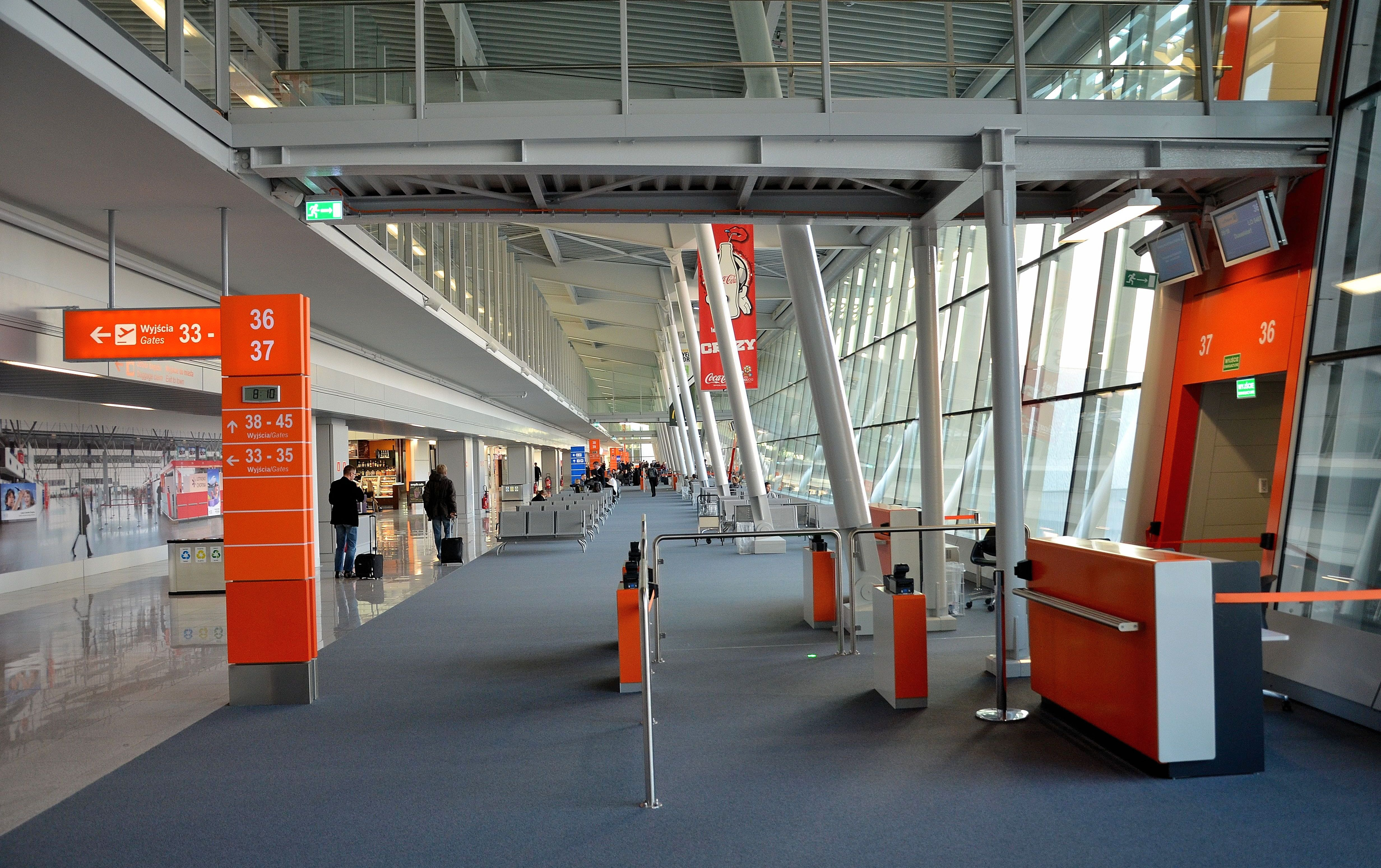
Wyjścia do samolotów w terminalu A

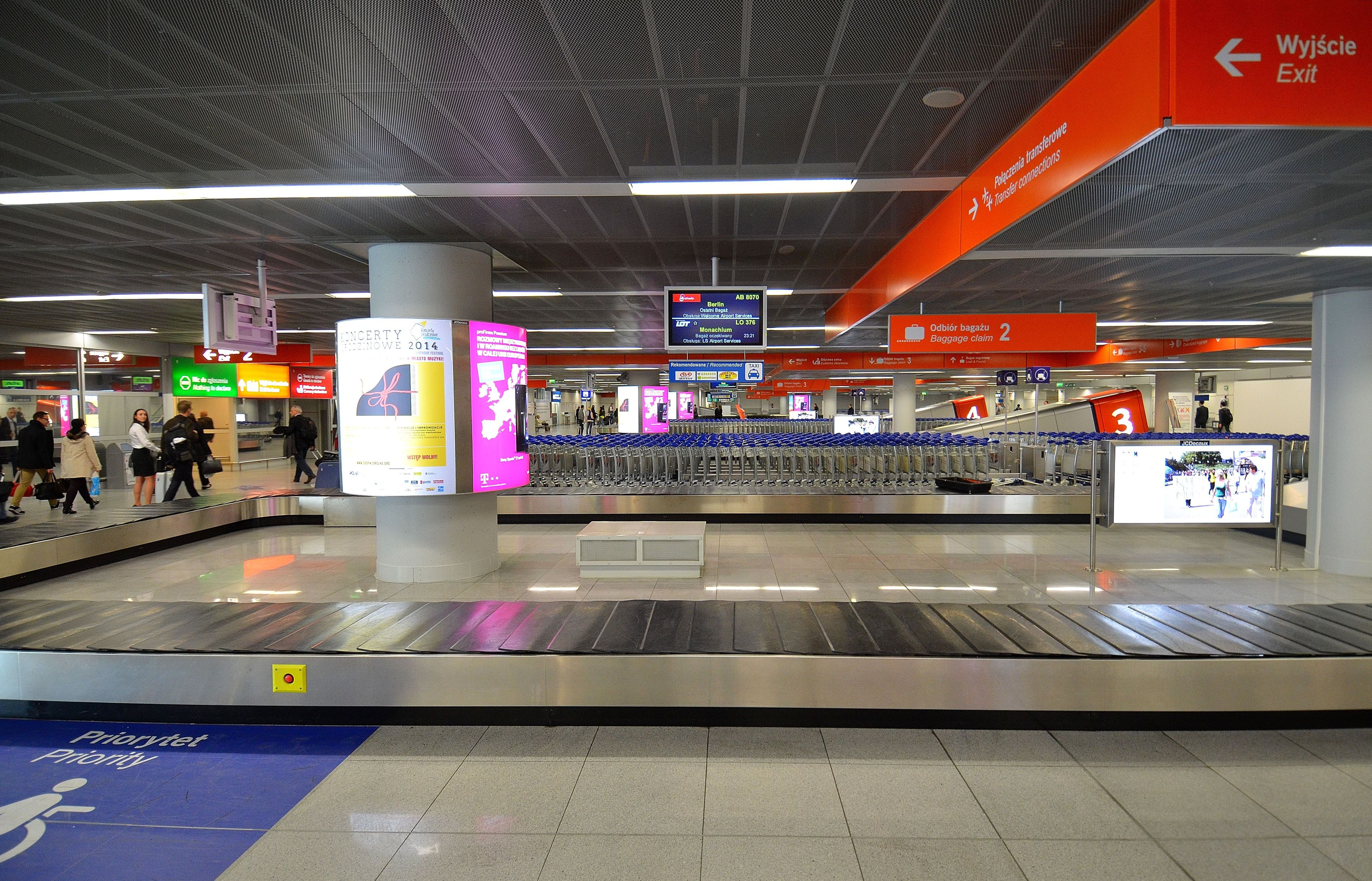
Hala odbioru bagażu w terminalu A

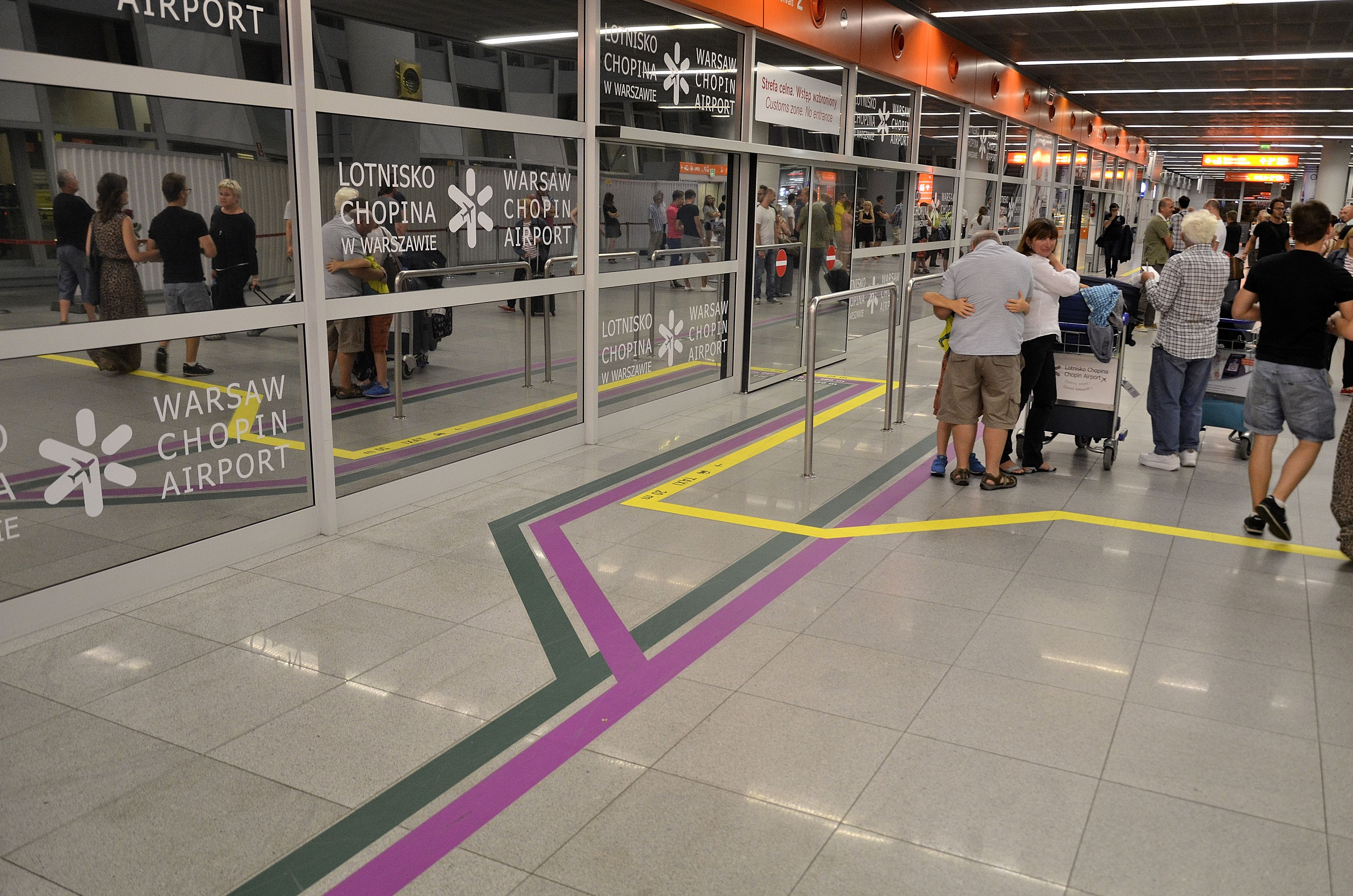
Wprowadzony w 2015 system kolorowych linii kierujących podróżnych do stacji kolejowej Warszawa Lotnisko Chopina, przystanków autobusowych i postojów taksówek

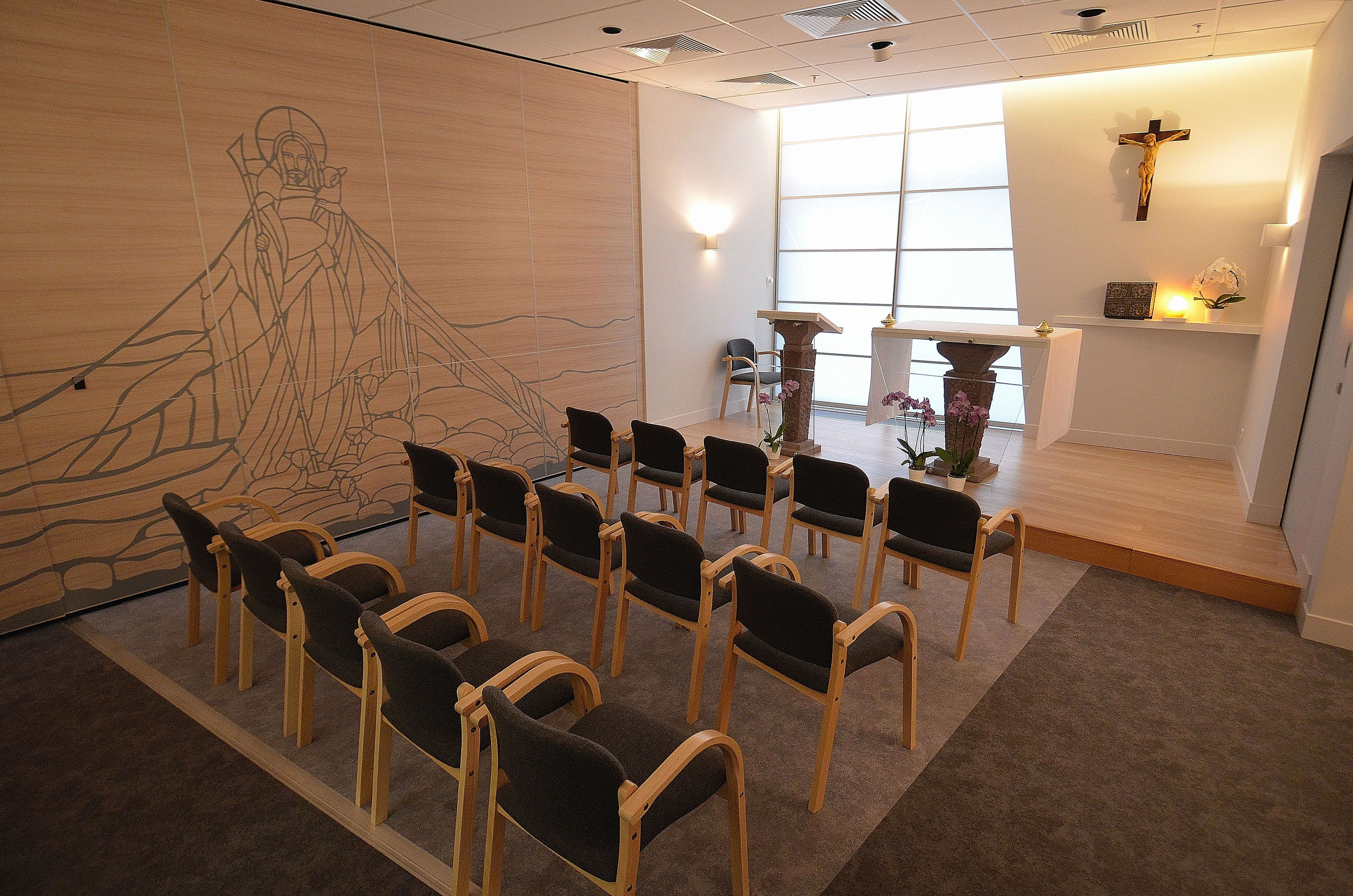
Kaplica w strefie tranzytowej

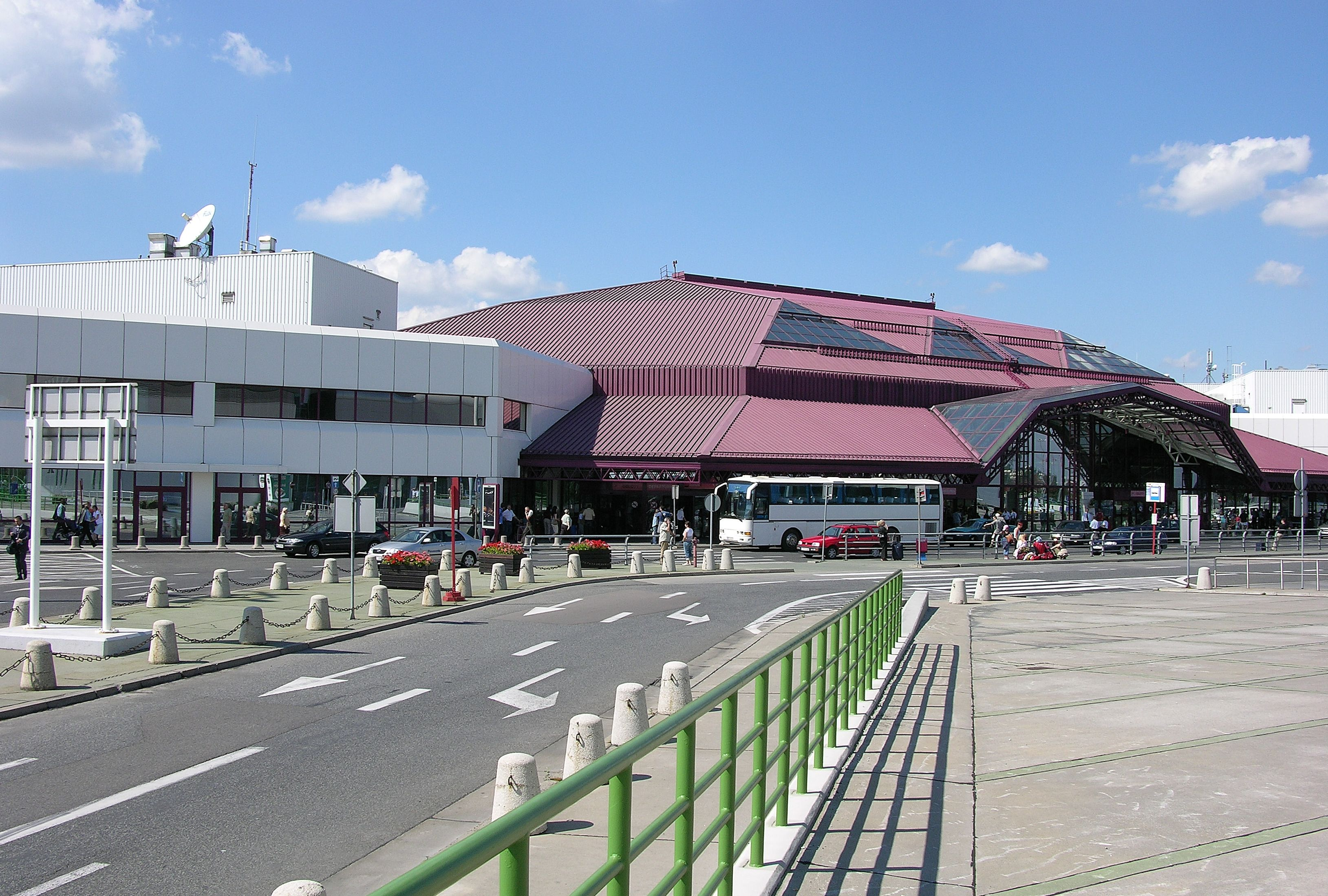
Starsza część terminalu A (Terminal 1), oddana do użytku w 1992, przed przebudową w latach 2012–2015

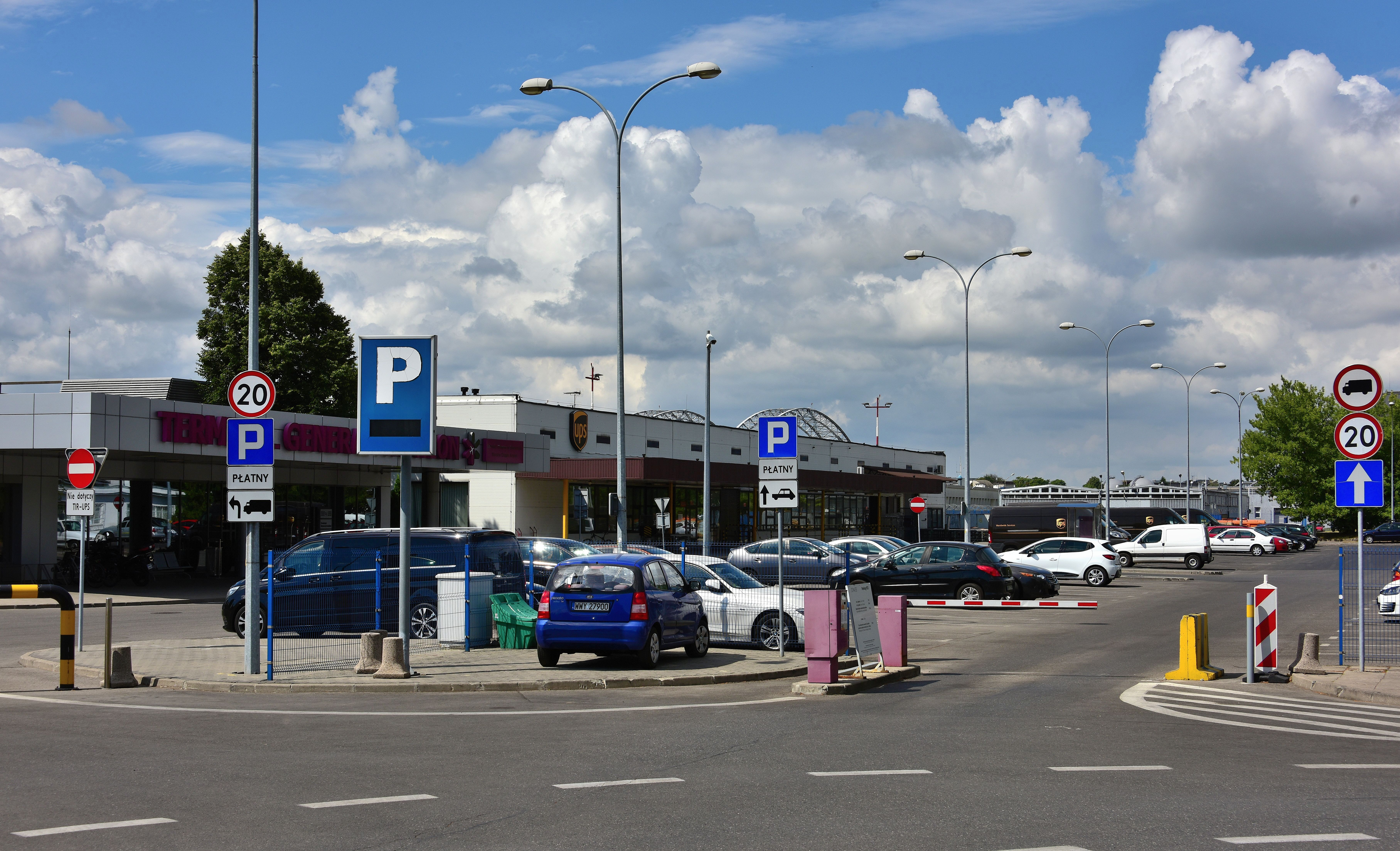
Terminal General Aviation

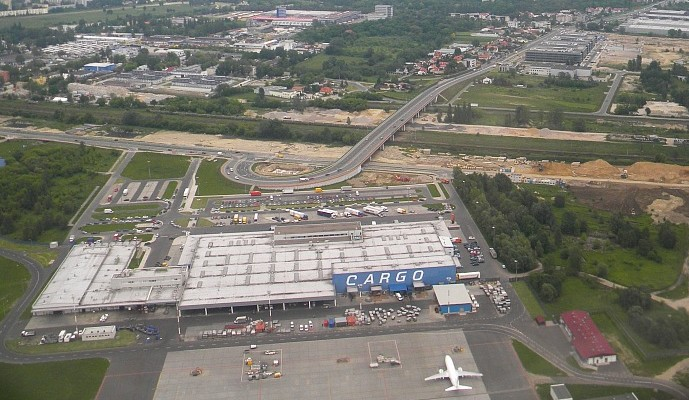
Terminal Cargo z lotu ptaka

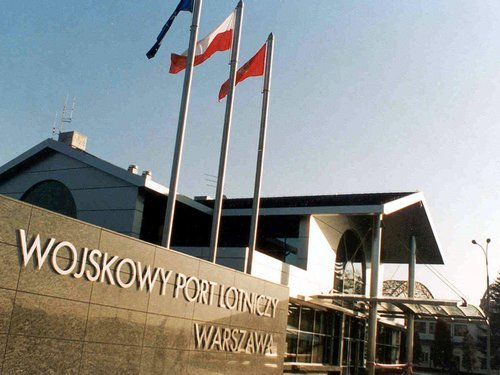
Terminal Wojskowego Portu Lotniczego

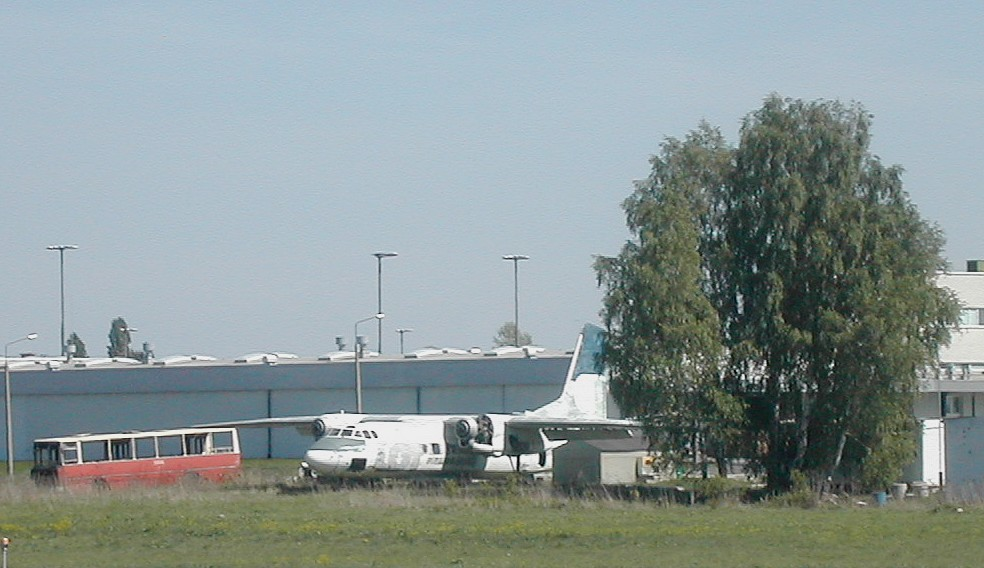
Wraki samolotu An-24 w barwach PLL LOT i dawnego warszawskiego Ikarusa 260 jako obiekty ćwiczeń strażackich przy terminalu Cargo

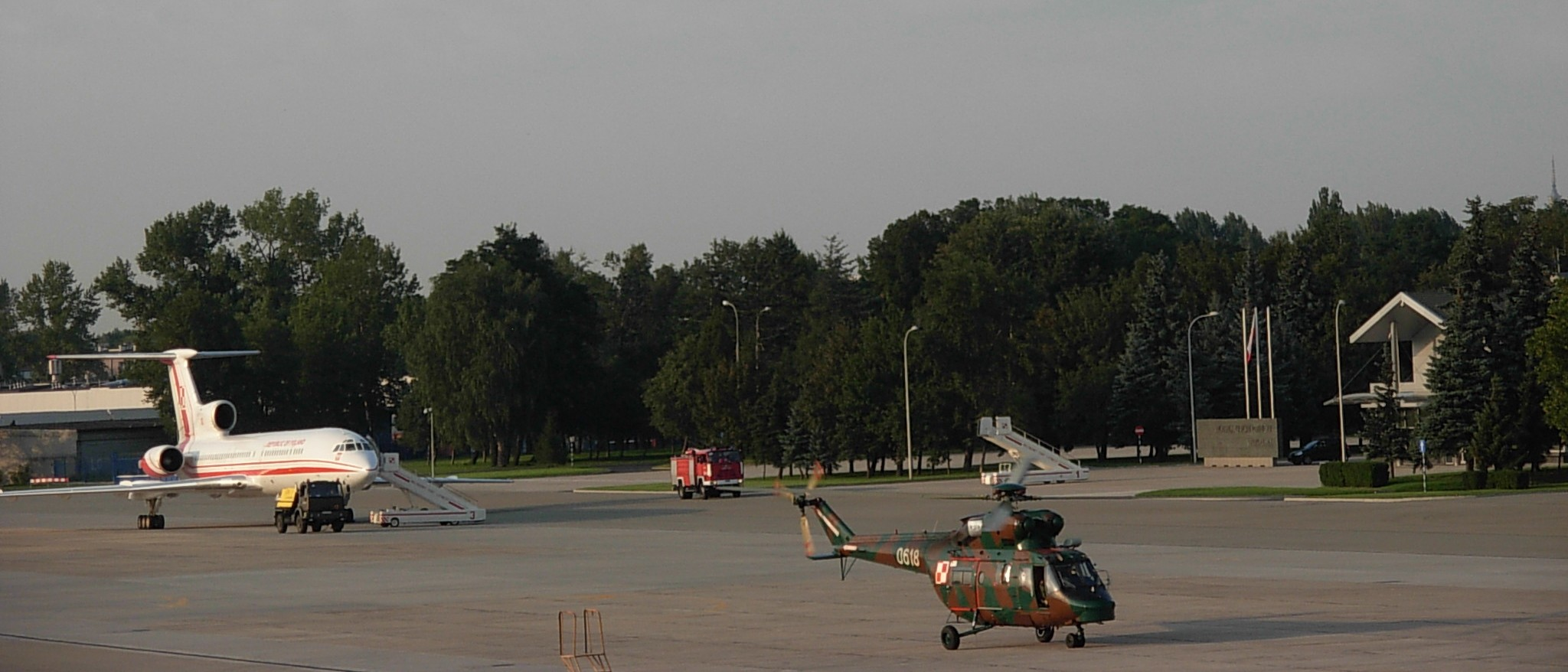
Rządowy Tu-154 i śmigłowiec PZL W-3 Sokół na płycie postojowej samolotów Wojskowego Portu Lotniczego

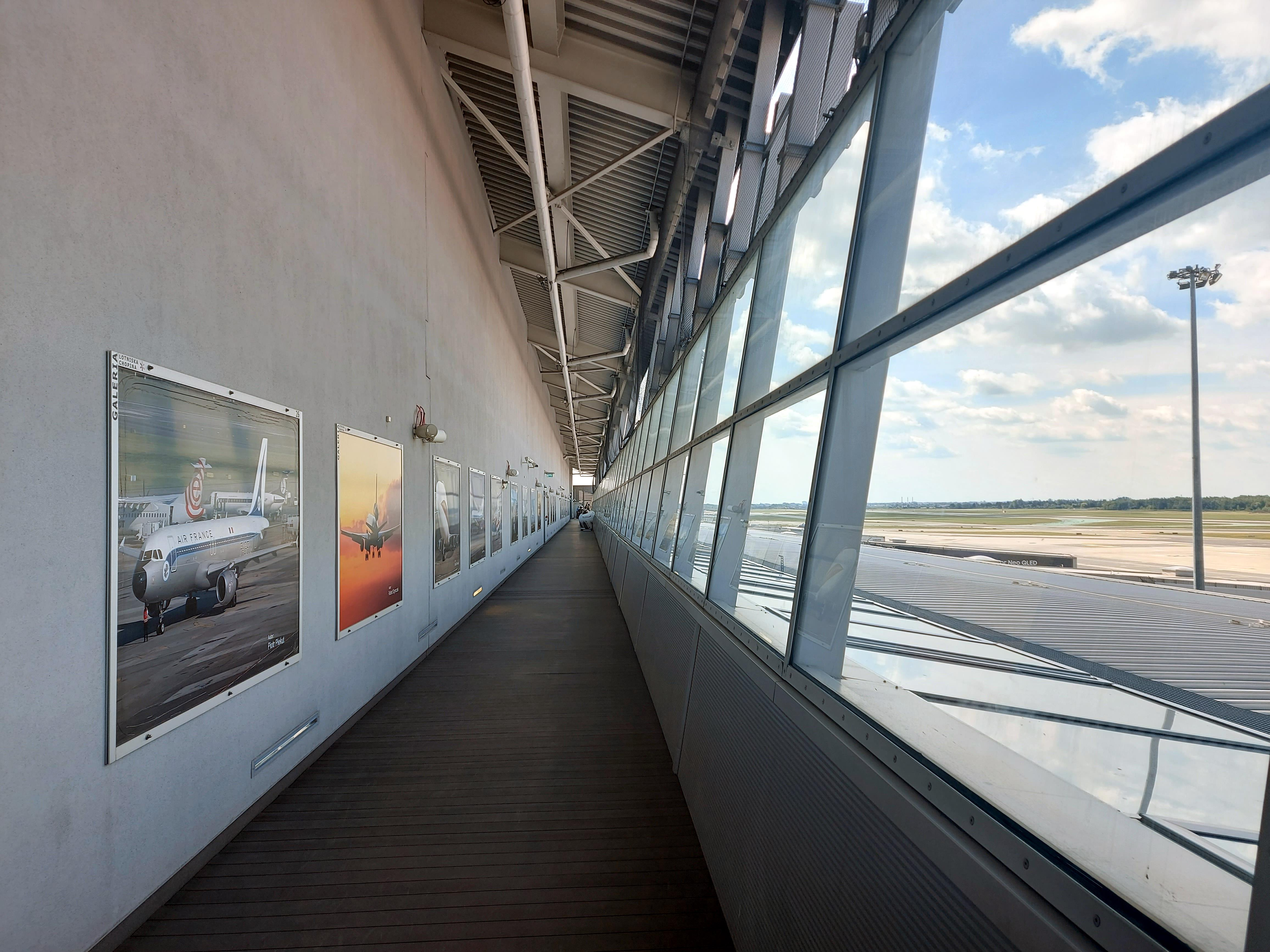
Taras widokowy

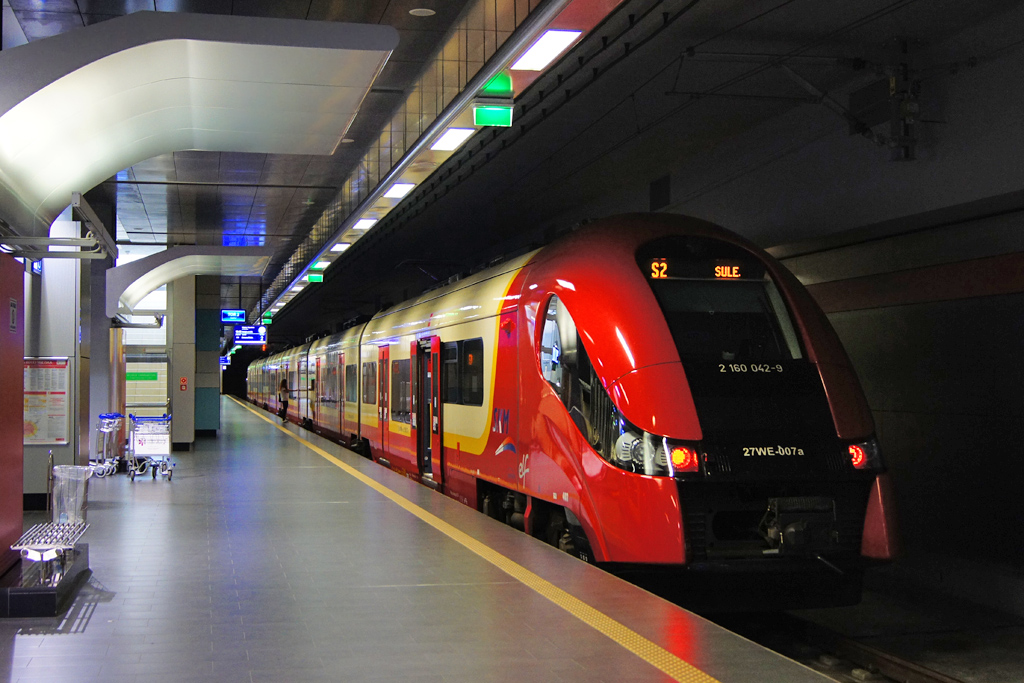
Pesa Elf 27WE-007 należący do SKM linii S2 na stacji Warszawa Lotnisko Chopina

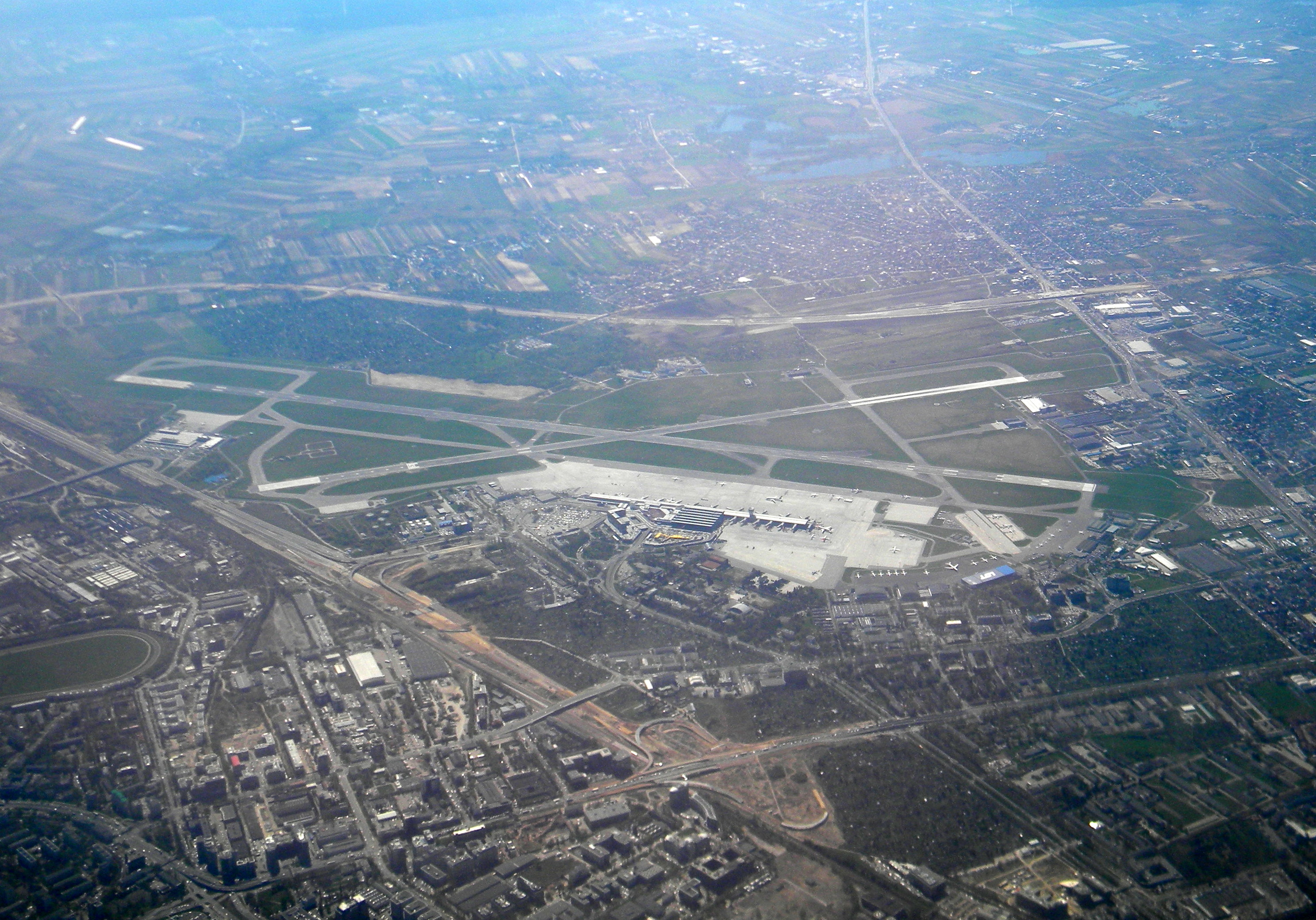
Widok lotniska z lotu ptaka w kwietniu 2012

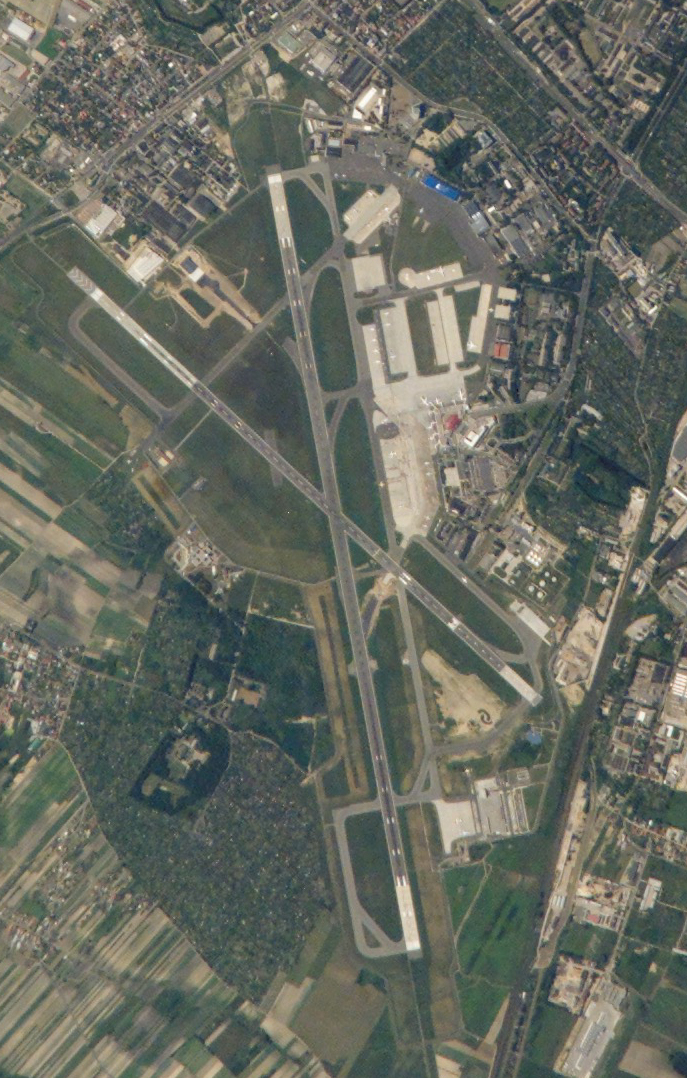
Zdjęcie satelitarne (rok 2005)

Lotnisko Chopina w Warszawie (ang. Warsaw Chopin Airport, zwyczajowo Okęcie, kod IATA: WAW, kod ICAO: EPWA) – międzynarodowy port lotniczy znajdujący się w Warszawie. Został otwarty w 1934. Obsługuje loty rozkładowe, czarterowe i cargo.
Lotnisko Chopina jest położone na osiedlu Okęcie (od którego pochodzi jego zwyczajowa nazwa) w dzielnicy Włochy, w odległości około 8 km na południowy zachód od centrum miasta. Jest największym portem lotniczym w Polsce.
Lotnisko jest główną bazą Polskich Linii Lotniczych LOT i bazą operacyjną Wizz Air. Jego właścicielem jest spółka Polskie Porty Lotnicze.

## Historia
Po 1918 zapadła decyzja o likwidacji lotniska mokotowskiego na Polu Mokotowskim i budowie zamiast niego trzech nowych lotnisk: wojskowego na Okęciu, cywilnego na Gocławiu oraz sportowego na Bielanach. Lotnisko mokotowskie pełniło w tamtym czasie zarówno funkcję lotniska wojskowego, jak i cywilnego.
W planie regulacyjnym Warszawy z 1926 na nowe lotnisko wojskowe przeznaczono tereny na Okęciu i Paluchu o powierzchni 285 ha. Projekt budowlany był oparty na nowoczesnych rozwiązaniach francuskich, zgodnie z którymi optymalnym kształtem lotniska było koło-elipsa lub wielobok, z centralnie położonym polem wzlotów i otaczającą go infrastrukturą (hangary, budynki administracyjne i magazyny). Pierwotna płyta lotniska nie miała betonowych pasów startowych. Miała wymiary 1270 m w osi południkowej i 1470 m w osi równoleżnikowej. Użytkownikiem były wówczas Doświadczalne Warsztaty Lotnicze. Od 1931 na budowane na Okęciu lotnisko wojskowe zaczęto przenosić z lotniska mokotowskiego 1 Pułk Lotniczy. W 1932 przy nowym lotnisku powstała stacja meteorologiczna.
Z powodu planów zabudowania Pola Mokotowskiego podjęto decyzję o przeniesieniu na Okęcie także ruchu pasażerskiego. Miała to być dla lotniska cywilnego lokalizacja tymczasowa (do czasu wybudowania nowego lotniska na Gocławiu). 29 kwietnia 1934 uroczyście otwarto tam nowy terminal, który przejął ruch pasażerski z lotniska mokotowskiego. W uroczystości wzięli udział m.in. prezydent Ignacy Mościcki, premier Janusz Jędrzejewicz, korpus dyplomatyczny i dyrektorzy siedmiu europejskich linii lotniczych. Mszę świętą odprawił biskup polowy Józef Gawlina.
Był to największy cywilno-wojskowy port lotniczy w II RP. Na lotnisko prowadziła brama wjazdowa z górującą nad okolicą wieżą wysokości ok. 50 metrów, znajdująca się w rejonie skrzyżowania ulic Żwirki i Wigury i Komitetu Obrony Robotników. Wokół lotniska powstał klaster przedsiębiorstw związanych z lotnictwem m.in. należąca do Państwowych Zakładów Lotniczych Wytwórnia Płatowców, Polskie Zakłady Skody (późniejsza Wytwórnia Silników PZL), Doświadczalne Warsztaty Lotnicze, a także Instytut Techniczny Lotnictwa. Od 1933 w północnej części lotniska działała stacja meteorologiczna. Latem 1934 oddano do użytku szeroką ul. Żwirki i Wigury, łączącą port lotniczy z ul. Wawelską i centrum miasta, obsadzoną zachowanymi do dzisiaj lipami. W 1935 na terenie lotniska wojskowego odsłonięto 20-metrowy pomnik Józefa Piłsudskiego (zniszczony przez Niemców w 1944).
Podczas obrony Warszawy we wrześniu 1939 od pierwszych godzin wojny lotnisko było celem ataków Luftwaffe. Zbombardowano m.in. pas startowy, hangary i składy paliwa, przerwane zostały sieci: wodociągowa i elektryczna. 8 września 1939 lotnisko zostało zajęte przez wojska niemieckie. Zostało ono prowizorycznie naprawione, uporządkowano także zalegające polskie samoloty w celu umożliwienia wykonywania operacji lotniczych przez Luftwaffe. 5 października 1939 na Okęciu wylądował samolot z Adolfem Hitlerem, który przyleciał do Warszawy w celu przyjęcia defilady zwycięstwa w Alejach Ujazdowskich.
W okresie okupacji niemieckiej lotnisko było wykorzystywane jako lotnisko transportowe. Zbudowano m.in. betonową drogę startową na kierunku 300 stopni wraz z pomocniczymi drogami kołowania. Stacjonowała tam część 1. Dywizji Lotniczej 6. Floty Powietrznej Roberta von Greima wyposażona w bombowce Junkers Ju 87 B. W 1944, przed wybuchem powstania warszawskiego, na lotnisku znajdowało się 56 dział przeciwlotniczych. W przejętych zakładach przemysłowych na Okęciu pracowali jeńcy wojenni i Żydzi.
1 sierpnia 1944, w godzinę „W”, lotnisko zostało zaatakowane przez żołnierzy 7 Pułku Piechoty AK „Garłuch” do których nie dotarła informacja o odwołaniu tego rozkazu. Atak zakończył się niepowodzeniem. Poległo ponad 120 powstańców, w tym wszyscy dowódcy.
W październiku 1944 Niemcy rozpoczęli stopniowe niszczenie infrastruktury lotniska. Przed wycofaniem się z Warszawy uszkodzili pas startowy i drogi kołowania oraz wysadzili bramę wjazdową z wieżą.
Cywilną komunikację lotniczą z Okęcia wznowiono w marcu 1945.
Po wojnie zrezygnowano z planów budowy lotniska pasażerskiego na Gocławiu (do lat 70. działało tam lotnisko sportowe, na którego miejscu zbudowano osiedle mieszkaniowe Gocław-Lotnisko). W 1962 podjęto decyzję o rozbudowie Centralnego Portu Lotniczego Warszawa-Okęcie. Prace zostały podzielone na trzy etapy:
- budowa głównej drogi startowej i dróg pomocniczych,
- budowa zaplecza technicznego z budynkami Centrum Kontroli Ruchu Lotniczego,
- budowa nowego Międzynarodowego Dworca Lotniczego, płyty przeddworcowej dla samolotów i dwupasmowej dojazdowej z parkingiem.

Prace, prowadzone przy nieprzerwanej obsłudze pasażerów, zakończono w 1969. Zespół dworca, wybudowany na podstawie projektu Jana i Krystyny Dobrowolskich i Aleksandra Włodarza (konstrukcje), składał się z hali pasażerskiej, oraz bloków techniczno-administracyjnego i towarowo-pocztowego. W 1978 rozdzielono ruch pasażerów w hali na przyloty i odloty przenosząc przyloty do oddzielnego pawilonu.
W październiku 1962 przeniesiono stację meteorologiczną na południowo-zachodnią stronę lotniska, co jeszcze bardziej ograniczyło wpływ miejskiej wyspy ciepła na wyniki pomiarów.
W 1973 rozpoczęto prace nad przebudową Krajowego Dworca Lotniczego (również według projektu Jana i Krystyny Dobrowolskich).
W 1980 wydłużono główną drogę startową o 700 metrów, dzięki czemu lotnisko może przyjmować wszystkie typy samolotów.

### Nazwa
Od momentu swojego otwarcia w 1934 lotnisko nosiło nazwy: Port Lotniczy Warszawa-Okęcie i Centralny Port Lotniczy Warszawa-Okęcie.
W 2001 lotnisku nadano imię Fryderyka Chopina. W styczniu 2010 zarejestrowano w Urzędzie Lotnictwa Cywilnego nową, obowiązującą obecnie formalnie nazwę, Lotnisko Chopina. Zmiana ta jest przedmiotem kontrowersji, i jak wskazuje wiele doniesień medialnych, nie zmieniła dominującej wśród mieszkańców miasta konwencji nazywania lotniska „Okęciem”. Zmianę nazwy lotniska uzasadniano m.in. tym, iż nazwa
Okęcie „jest nazwą zwyczajową znaną głównie Polakom, która z niczym szczególnym się nie kojarzy. Natomiast Lotnisko Chopina jest marką niosącą określone wartości, na bazie której znacznie łatwiej budować pozycję i rozpoznawalność portu w Polsce i na świecie”. Wśród wspomnianych wartości władze lotniska wymieniały „klasę”, „wysoką kulturę”, „romantyzm” i „polskość”. Władze lotniska zadeklarowały jednocześnie, że nie jest ich zamiarem „zmiana normy językowej i całkowite wytępienie nazwy Okęcie z języka polskiego”.
Tradycyjna nazwa „Okecie” (bez polskiego „ę”) jest także wciąż używana jako identyfikator lotniska w systemach radiowej i elektronicznej łączności lotniczej. Nazwę „Warszawa-Okęcie” noszą także Placówka Straży Granicznej na lotnisku, obsługiwane przez nią przejście graniczne oraz zlokalizowany na lotnisku Wojskowy Port Lotniczy.

### Roszczenia do gruntów zajmowanych przez lotnisko
Właściciel lotniska toczy spór sądowy ze spadkobiercami rodziny Branickich, którzy domagają się odszkodowania w wysokości co najmniej 235 mln z tytułu bezumownego korzystania z ok. 30 ha gruntów, przejętych po wojnie przez Skarb Państwa na podstawie dekretu o reformie rolnej.

### Przyszłość lotniska
W listopadzie 2017 rząd Beaty Szydło podjął decyzję, że cywilny ruch lotniczy z Lotniska Chopina zostanie przejęty po 2027 przez nowo wybudowany Port Solidarność – Centralny Port Komunikacyjny (CPK) dla Rzeczypospolitej Polskiej w Stanisławowie w gminie Baranów, 45 km na zachód od Warszawy.
Decyzja o dalszym funkcjonowaniu Lotniska Chopina ma zostać podjęta po opracowaniu w latach 2019–2020 studium wykonalności dla CPK.

### Kalendarium
- 1933 – Kosztem ponad 10 mln złotych ukończono budowę lotniska obejmującego trzy hangary, warsztaty, garaże, kotłownię oraz budynek dworca lotniczego wraz z betonową płytą postojową dla samolotów.
- 1934 – 29 kwietnia – uroczyste otwarcie lotniska przez prezydenta RP Ignacego Mościckiego. Przenosiny lotów z lotniska mokotowskiego. W pierwszym roku działalności lotnisko obsłużyło 10750 pasażerów.
- 1937 – Zainstalowano wyposażenie radionawigacyjne w postaci radiolatarni Lorentz – do lądowania w trudniejszych warunkach atmosferycznych.
- 1939 – Do września z lotniska utrzymywane były regularne połączenia lotnicze z 6 krajowymi oraz 17 zagranicznymi lotniskami.
- 1939–1945 – W czasie okupacji niemieckiej na terenie lotniska znajdowały się dwie szkoły lotnicze oraz zakład naprawczy Luftwaffe. Lotniskiem zarządzała spółka Junkers utrzymując na nim swój ośrodek badawczy. W okresie tym wybudowano na lotnisku pierwszą betonową drogę startową.
- 1945 – styczeń – Zniszczenie lotniska przez wycofujące się wojska niemieckie.
- 1969 – 27 kwietnia – Uroczyste oddanie do użytku Międzynarodowego Dworca Lotniczego[38] (MDL, użytkowany do 1992) i uruchomienie nowej linii autobusowej nr 175 do śródmieścia[38]
- 1975 – Oddanie do użytku Krajowego Dworca Lotniczego (KDL, obecnie Terminal General Aviation) przy ul. 17 Stycznia (od 2019 ul. Komitetu Obrony Robotników)
- 1979 – Oddanie do użytku nowej hali przylotów MDL (użytkowanej do 1992, po przebudowie zamieniona na terminal „Etiuda”).
- 1992 – 1 lipca – Oddanie do użytku Terminalu 1 (obecnie stara część Terminalu A, architektonicznie i funkcjonalnie zintegrowana z nową częścią w latach 2012–2015).
- 2004 – Otwarcie terminalu „Etiuda” dla tanich linii lotniczych.
- 2005 – Otwarcie Terminalu VIP Aviation (obecnie pod nazwą Terminal General Aviation) w zmodernizowanym budynku d. Krajowego Dworca Lotniczego przy ul. 17 Stycznia (od 2019 ul. Komitetu Obrony Robotników).
- 2006 – 1 grudnia – Oddanie do użytku części przylotowej Terminala 2.
- 2008 – 7 marca – Oddanie do użytku części odlotowej Terminala 2.
- 2008 – 30 marca – Wprowadzenie przepisów Schengen.
- 2009 – 29 marca – Zamknięcie terminalu „Etiuda”[39].
- 2010 – Przemianowanie terminali 1 i 2 w Terminal A.
- 2011 – 8 sierpnia – Oddanie do użytku pirsu centralnego i południowego Terminalu A.
- 2012 – 1 czerwca – Uruchomienie stacji kolejowej Warszawa Lotnisko Chopina.
- 2012 – 13 września – Rozpoczęcie modernizacji starej części Terminala A.
- 2014 – Wybudowanie nowej płyty postojowej dla samolotów cargo i dwóch dróg odlodzeniowych oraz dwóch nowych dróg kołowania[40].
- 2015 – 22 maja – Otwarcie zmodernizowanej części Terminala A w tym. m.in. bezpośredniego połączenia hali przylotów ze stacją kolejową Warszawa Lotnisko Chopina. Na dachu zmodernizowanej części terminala umieszczono elektrownię słoneczną[41]. Udostępniony został także oszklony i zadaszony taras widokowy[42]. Modernizacja terminala kosztowała ok. 400 mln zł netto i była częściowo finansowana ze środków UE (Program Operacyjny Infrastruktura i Środowisko 2007–2013)[43].
- 2019 – czerwiec – Uruchomienie bramek do automatycznej odprawy pasażerów z paszportami biometrycznymi[44]

## Ruch pasażerski i cargo

### Tabela ruchu
| Rok  | Liczba pasażerów | Liczba pasażerów | Liczba lotów | Przesyłki cargo (ton) | Źródło        |
| Rok  | Obsłużonych      | Zmiana (r/r)     | Liczba lotów | Przesyłki cargo (ton) | Źródło        |
| ---- | ---------------- | ---------------- | ------------ | --------------------- | ------------- |
| 1934 | 10 000           | n.d.             | -            | -                     | [ 7 ]         |
| 2006 | 8 101 827        | 14,6%            | 126 534      | -                     | [ 45 ]        |
| 2007 | 9 193 223        | 13,5%            | 133 116      | -                     | [ 45 ]        |
| 2008 | 9 436 958        | 2,6%             | 129 728      | -                     | [ 45 ]        |
| 2009 | 8 278 747        | -12,2%           | 115 934      | -                     | [ 45 ]        |
| 2010 | 8 666 552        | 4,7%             | 116 691      | -                     | [ 46 ]        |
| 2011 | 9 322 485        | 7,6%             | 119 399      | -                     | [ 46 ]        |
| 2012 | 9 567 063        | 2,6%             | 118 320      | -                     | [ 47 ]        |
| 2013 | 10 669 879       | 11,5%            | 123 981      | 48 219                | [ 47 ] [ 48 ] |
| 2014 | 10 574 539       | -0,8%            | 121 913      | 53 475                | [ 47 ] [ 48 ] |
| 2015 | 11 186 688       | 5,8%             | 124 691      | 58 282                | [ 49 ] [ 50 ] |
| 2016 | 12 795 365       | 14,4%            | 138 909      | 72 186                | [ 49 ] [ 51 ] |
| 2017 | 15 730 330       | 22,9%            | 157 044      | 84 389                | [ 49 ] [ 52 ] |
| 2018 | 17 737 231       | 12,8%            | 172 520      | 92 377                | [ 53 ] [ 54 ] |
| 2019 | 18 844 591       | 6,2%             | 180 562      | 97 784                | [ 55 ] [ 56 ] |
| 2020 | 5 473 224        | -71%             | 67 649       | 74 984                | [ 57 ] [ 58 ] |
| 2021 | 7 445 468        | 36%              | 80 608       | 97 454                | [ 59 ] [ 60 ] |
| 2022 | 14 389 143       | 93,3%            | 130 672      | 101 709               | [ 61 ] [ 62 ] |
| 2023 | 18 472 491       | 28,4%            | 152 497      | 103 599               | [ 63 ] [ 64 ] |
| 2024 | 21 261 806       | 15,1%            | 170 403      | 117 055               | [ 2 ] [ 3 ]   |

## Terminale
W 2010 w celu ujednolicenia nazewnictwa budynków zlokalizowanych w Porcie Lotniczym im. Fryderyka Chopina w Warszawie zarządzono, że dotychczasowe budynki „Terminal 1” i „Terminal 2” otrzymają wspólną nazwę Terminal A. Druga zmiana dotyczyła przemianowania byłego Terminala VIP Aviation na Terminal General Aviation.
- Terminal A przy ul. Żwirki i Wigury:
  - d. Terminal 1 – starsza część pasażerskiego Terminalu A lotniska im. Fryderyka Chopina została oddana do użytku 1 lipca 1992. Jej początkowa przepustowość to około 3,5 mln pasażerów rocznie, powiększona w wyniku przebudowy dworca do ok. 5,5 mln pasażerów. Liczba stanowisk odprawy w tej części terminalu wynosiła 46 (numeracja nr 101-146), a pierwotna liczba bramek – 12. Była nazywana, ze względu na kolor dachu, filarów i ścian, „buraczkową”[66]. We wrześniu 2012 rozpoczęła się przebudowa terminala, której celami były architektoniczne i funkcjonalne zintegrowanie budynku z nową częścią, oraz wybudowanie przejścia podziemnego łączącego bezpośrednio halę przylotów z nową stacją kolejową[67][68]. Zmodernizowana część terminala, oddana do użytku w maju 2015, ma siedem kondygnacji o powierzchni 60 tys. m², 48 stanowisk odprawy biletowo-bagażowej i 6 stanowisk samoobsługowych[69]. Na dachu umieszczono także elektrownię słoneczną. Panele z ogniwami fotowoltaicznymi pokrywają 80% powierzchni dachu (7 tys. m²), co ma pozwolić na wyprodukowanie ok. 575 MWh energii elektrycznej rocznie (ok. 20% dziennego zapotrzebowania terminala przy idealnych warunkach pogodowych)[41].
  - d. Terminal 2 – nowsza część Terminalu A przystosowana jest do obsługi 6,5 mln pasażerów rocznie. Liczba stanowisk odprawy biletowo-bagażowej wynosi 70 (nr 201-282). Hala przylotów została oddana do użytku 1 grudnia 2006. Strefa odlotów w ówczesnym Terminalu 2 dostała pozwolenie na użytkowanie 7 marca 2008. 12 marca 2008 otwarto terminal i rozpoczęto odprawy pasażerów lotów czarterowych[70], a 18 marca pozostałych lotów rozkładowych[71];
  - pirs centralny i południowy – w ramach dalszej rozbudowy Terminalu A do istniejącego pirsu północnego dobudowano pirs centralny oraz dokończono prace przy pirsie południowym (otwarcie 8 sierpnia 2011); dzięki dokończeniu inwestycji pasażerowie oczekujący na wejście do samolotu mają do dyspozycji jednolitą, przestronną halę, której długość wynosi 725 m.; linie lotnicze i pasażerowie zyskały 11 nowych rękawów, zlokalizowanych w pirsie południowym i centralnym; łączna liczba bramek wynosi 45, a rękawów – 27[72][73].

Od sierpnia 2014 wszystkie osoby znajdujące się w Terminalu A mogą korzystać z bezpłatnego i nielimitowanego dostępu do Internetu.
Na terenie terminalu znajdują się dwie kaplice: w części ogólnodostępnej w hali odlotów, oraz otwarta w 2015 kaplica w strefie tranzytowej w pobliżu wyjścia nr 37 wraz z osobnym pokojem modlitwy dla pasażerów różnych religii.
- Terminal General Aviation (d. Terminal VIP Aviation) przy ul. Komitetu Obrony Robotników. Został otwarty 8 lipca 2005. Służy odprawie pasażerów korzystających z prywatnych lub korporacyjnych samolotów lotnictwa ogólnego (ang. general aviation). Zlokalizowany jest w zmodernizowanym budynku byłego krajowego dworca lotniczego z 1975.

Na terenie lotniska wdrożono zintegrowany system ratowania życia w przypadkach nagłego zatrzymania krążenia, na który w 2016 składało się m.in. 49 defibrylatorów.

### Nieczynne terminale
- Terminal Etiuda – dawny terminal tanich linii lotniczych, działający w latach 2004–2009. W latach 1979–1992 była to hala przylotów, zwana „fińską”, do której przeniesiono całość odpraw podróżnych do Warszawy. Obecnie siedziba Welcome Airport Services;
- Krajowy Dworzec Lotniczy przy ul. Żwirki i Wigury – od 8 maja 2008 przestał pełnić swoją funkcję ze względu na budowę pirsów centralnego i południowego.

## Specjalistyczne dworce lotnicze
- Dworzec Towarowy CARGO – zlokalizowany w południowej części lotniska przy ul. Wirażowej.
- Wojskowy Port Lotniczy Warszawa-Okęcie – zlokalizowany przy ul. Żwirki i Wigury przed wjazdem do cywilnego portu lotniczego. Port był obsługiwany przez flotę samolotów 36 Specjalnego Pułku Lotnictwa Transportowego (rozformowany w sierpniu 2011). Za ochronę poru lotniczego do 2001 odpowiadała 1 Warszawska Brygada Zmotoryzowana im. Czwartaków AL[76]. Terminal Wojskowego Portu Lotniczego (Terminal WPL) obsługiwany przez 1 Bazę Lotniczą[77] służy w szczególności do obsługi transportu członków najwyższych władz państwowych, przyjmowania rządowych delegacji zagranicznych i innych zadań związanych z obsługą administracji państwowej.

## Obsługa lotniska
Obsługą samolotów na lotnisku, w szczególności załadunkiem i rozładunkiem bagażu, wyważaniem samolotów, transportem pasażerów po płycie lotniska, wypychaniem i holowaniem zajmują się wyspecjalizowane spółki:
- LS Airport Services
- Welcome Airport Services
- Impel Airport Services Ltd.
- Excel handling Ltd.

Posiłki do samolotów dostarczają spółki:
- Do & Co

Paliwo lotnicze do samolotów dostarczają spółki:
- ORLEN Aviation
- LOTOS
- Baltic Ground Services.

Według raportu OAG Punctuality Report z 2015, lotnisko należy pod względem punktualności do światowej czołówki. Blisko 90% lotów odbywa się w wyznaczonym czasie.

## Kierunki lotów i linie lotnicze

### Kierunki rozkładowe
| Linia lotnicza     | Kierunek |
| ------------------ | --- |
| Aegean Airlines    | 1. Ateny |
| Aer Lingus         | Sezonowo: 1. Dublin |
| Air Arabia         | 1. Szardża |
| Air China          | 1. Pekin |
| Air France         | 1. Paryż-Charles de Gaulle |
| Austrian Airlines  | 1. Wiedeń Sezonowo: 1. Innsbruck |
| British Airways    | 1. Londyn-Heathrow |
| Brussels Airlines  | 1. Bruksela |
| Corendon Airlines  | Sezonowo: 1. Antalya 2. Alanya |
| Emirates           | 1. Dubaj |
| Enter Air          | Sezonowo: 1. Dubaj |
| Ethiopian Airlines | 1. Addis Abeba |
| Etihad Airways     | 1. Abu Zabi |
| Eurowings          | 1. Düsseldorf |
| Finnair            | 1. Helsinki |
| Flydubai           | 1. Dubaj |
| KLM                | 1. Amsterdam |
| LOT                | 1. Amsterdam 2. Astana 3. Ateny 4. Baku 5. Barcelona-El Prat 6. Bejrut 7. Belgrad 8. Berlin 9. Billund 10. Bruksela 11. Budapeszt 12. Bukareszt 13. Bydgoszcz 14. Chicago-O’Hare 15. Delhi 16. Düsseldorf 17. Erywań 18. Frankfurt 19. Gdańsk 20. Genewa 21. Göteborg-Landvetter 22. Hamburg 23. Kair 24. Katowice 25. Kiszyniów 26. Kluż-Napoka 27. Kopenhaga 28. Koszyce 29. Kraków 30. Larnaka 31. Lizbona 32. Londyn-Heathrow 33. Los Angeles 34. Lublana 35. Lublin 36. Luksemburg 37. Lyon 38. Madryt-Barajas 39. Malaga (od 15 stycznia 2026) 40. Malta 41. Marrakesz (od 26 października 2025) 42. Mediolan-Malpensa 43. Miami 44. Monachium 45. Mumbaj 46. Newark-Liberty 47. Nicea-Lazurowe Wybrzeże 48. Nowy Jork-John F. Kennedy 49. Oradea 50. Oslo-Gardermoen 51. Ostrawa 52. Paryż-Charles de Gaulle 53. Podgorica 54. Poznań 55. Praga 56. Reykjavík-Keflavík 57. Rijad 58. Ryga 59. Rzeszów 60. Rzym-Fiumicino 61. Saloniki-Macedonia 62. Sarajewo 63. Seul-Inczon 64. Skopje 65. Sofia 66. Stambuł 67. Stuttgart 68. Szczecin 69. Sztokholm-Arlanda 70. Tallinn 71. Taszkent 72. Tbilisi 73. Tel Awiw 74. Teneryfa-Południe 75. Tirana 76. Tokio-Narita 77. Toronto-Pearson 78. Wenecja-Marco Polo 79. Wiedeń 80. Wilno 81. Wrocław 82. Zagrzeb 83. Zielona Góra 84. Zurych Sezonowo: 1. Burgas 2. Dubaj 3. Dubrownik 4. Korfu 5. Rodos 6. Rovaniemi (od 27 listopada 2025) 7. Split 8. Strasburg |
| Lufthansa          | 1. Frankfurt 2. Monachium |
| Neos               | 1. Mediolan-Malpensa (od 21 grudnia 2025) |
| Norwegian          | 1. Oslo-Gardermoen |
| Pegasus Airlines   | 1. Ankara Sezonowo: 1. Antalya 2. Izmir |
| Play               | Sezonowo: 1. Reykjavík-Keflavík |
| Qatar Airways      | 1. Doha |
| Ryanair            | 1. Alicante 2. Bruksela-Charleroi 3. Leeds/Bradford (od 27 października 2025) 4. Manchester 5. Palma de Mallorca 6. Pafos 7. Porto (od 26 października 2025) 8. Sewilla (od 29 października 2025) 9. Wiedeń Sezonowo: 1. Malaga 2. Piza 3. Tirana |
| SAS                | 1. Kopenhaga |
| SkyAlps            | Sezonowo: 1. Bolzano (od 19 grudnia 2025) |
| Sky Express        | 1. Ateny |
| Smartwings Poland  | Sezonowo: 1. Agadir 2. Dubrownik 3. Faro 4. Girona 5. Katania 6. Korfu 7. Kos 8. Mombasa 9. Podgorica 10. Rodos 11. Santorini 12. Split 13. Stambuł |
| Sundor             | 1. Tel Awiw |
| SunExpress         | Sezonowo: 1. Antalya 2. Izmir |
| SWISS              | 1. Zurych |
| TAP Portugal       | 1. Lizbona |
| Turkish Airlines   | 1. Stambuł Sezonowo: 1. Antalya |
| Wizz Air           | 1. Agadir (wznowione 27 października 2025) 2. Alicante 3. Barcelona-El Prat 4. Bari 5. / Bazylea 6. Bolonia 7. Bruksela-Charleroi 8. Budapeszt 9. Bukareszt-Băneasa 10. Dortmund 11. Eindhoven 12. Fuerteventura 13. Göteborg 14. Katania 15. Kiszyniów 16. Kopenhaga 17. Kutaisi 18. Larnaka 19. Leeds/Bradford 20. Lizbona 21. Liverpool 22. Londyn-Gatwick (od 2 sierpnia 2025) 23. Londyn-Luton 24. Madera 25. Madryt 26. Malaga 27. Malta 28. Mediolan-Bergamo 29. Mediolan-Malpensa 30. Neapol 31. Nicea 32. Oslo-Torp 33. Paryż-Orly 34. Piza 35. Reykjavík-Keflavík 36. Rzym-Fiumicino 37. Sewilla 38. Sztokholm-Skavsta 39. Tel Awiw 40. Teneryfa-Południe 41. Tirana 42. Walencja 43. Wenecja-Marco Polo Sezonowo: 1. Bilbao 2. Burgas 3. Chania 4. Dubrownik 5. Genua 6. Grenoble 7. Heraklion 8. Korfu 9. Marrakesz 10. Olbia 11. Palma de Mallorca 12. Podgorica 13. Porto 14. Rodos 15. Santorini 16. Split 17. Turyn 18. Werona 19. Zakintos |

### Kierunki czarterowe
| Linia lotnicza           | Kierunek |
| ------------------------ | --- |
| Enter Air                | 1. Antalya 2. Bandżul 3. Bodrum 4. Burgas 5. Dalaman 6. Enfidha 7. Fuerteventura 8. Gran Canaria 9. Heraklion 10. Hurghada 11. Izmir 12. Kos 13. Lanzarote 14. Marsa Alam 15. Mombasa 16. Patras 17. Sal 18. Salala 19. Szarm el-Szejk 20. Tirana                |
| LOT                      | 1. Antalya 2. Bangkok-Suvarnabhumi 3. Bodrum 4. Cancún 5. Dalaman 6. Girona 7. Izmir 8. Kolombo 9. Krabi 10. Langkawi 11. Male 12. Palma de Mallorca 13. Phuket 14. Porlamar 15. Phú Quốc 16. Puerto Plata 17. Punta Cana 18. Salvador 19. Varadero 20. Zanzibar |
| Neos                     | 1. Bangkok-Suvarnabhumi (od 12 stycznia 2026) 2. Krabi (od 23 grudnia 2025) 3. Nosy Be Sezonowo: 1. Male (od 4 listopada 2025) |
| Nouvelair                | 1. Dżerba 2. Monastyr |
| Plus Ultra Líneas Aéreas | 1. Porlamar |
| Smartwings Poland        | 1. Antalya 2. Bodrum 3. Burgas 4. Dalaman 5. Fuerteventura 6. Heraklion 7. Hurghada 8. Izmir 9. Lanzarote 10. Marsa Alam 11. Palermo 12. Palma de Mallorca 13. Patras 14. Tirana                                                                                 |

### Kierunki towarowe
| Linia lotnicza                                 | Kierunek                                                |
| ---------------------------------------------- | ------------------------------------------------------- |
| Air Contractors                                | 1. Paryż-Charles de Gaulle                              |
| DHL                                            | 1. Lipsk                                                |
| FedEx                                          | 1. Paryż-Charles de Gaulle                              |
| LOT Cargo (obsługiwane przez Cargojet Airways) | 1. Hamilton 2. Nowy Jork-John F. Kennedy                |
| Sprint Air                                     | 1. Bydgoszcz 2. Gdańsk 3. Katowice 4. Poznań 5. Wrocław |
| UPS                                            | 1. Kolonia                                              |

## Drogi startowe i operacje lotnicze
Operacje lotnicze wykonywane są z dwóch asfaltobetonowych dróg startowych:
- na kierunku 15/33, 3690 × 60 m, o nośności PCN 88 F/C/X/T;
- na kierunku 11/29, 2800 × 50 m, o nośności PCN 77 R/A/W/T.

Samoloty poruszają się po 21 drogach kołowania. W ciągu godziny na lotnisku im. Fryderyka Chopina w Warszawie można wykonać 42 operacje lotnicze.

### Pomoce nawigacyjne
RWY 11: światła Calvert kat. II (960 m), PAPI, ILS/DME kat. II
RWY 29: światła SALS (420 m), PAPI
RWY 15: światła SALS (420 m), PAPI
RWY 33: światła ALPA-ATA kat. II, PAPI, ILS/DME kat. IIIa
Dla wszystkich podejść dostępna jest również radiolatarnia VOR/DME OKC 113,45 MHz

### Preferencyjny system dróg startowych
Z uwagi na kierunki wiatrów najczęściej wiejących w Polsce, układ ruchu lotniczego w przestrzeni nad Warszawą, stosowane na Lotnisku Chopina przepisy dotyczące ograniczania hałasu, układ dróg startowych, kołowania i szybkiego zjazdu, jak i wyposażenie w pomoce nawigacyjne, obowiązuje następujący system preferencyjny dróg startowych:
Przyloty:
1. RWY 33,
2. RWY 11,

Odloty:
1. RWY 29,
2. RWY 15,
3. RWY 33,

## Transport

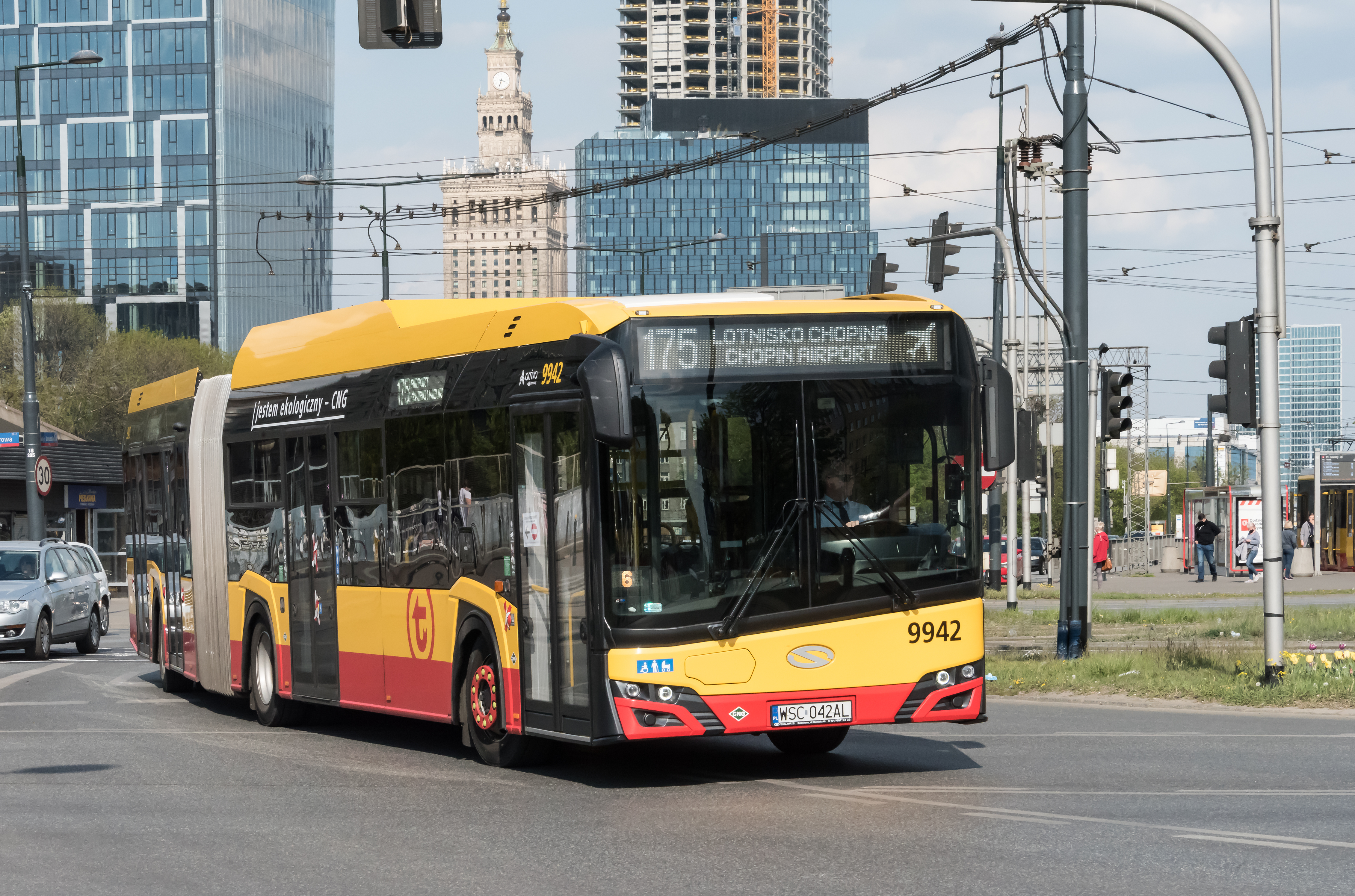
Autobus linii 175 na placu Zawiszy w drodze na lotnisko

Komunikację z portem lotniczym utrzymuje miejska komunikacja autobusowa.
W 2012 r. oddano do użytku podziemną stację kolejową zlokalizowaną pod terminalem.
Problemem portu lotniczego pozostają oszukujący pasażerów taksówkarze. Ich ofiarami padają głównie nieświadomi obcokrajowcy – cena kursu do centrum miasta może sięgnąć 150 zł lub więcej. Stało się to przedmiotem kampanii prasowej i tematem wielu publikacji „Gazety Stołecznej”. W 2016 Urząd Lotnictwa Cywilnego poszerzył granice administracyjne lotniska o tereny parkingów i dróg dojazdowych przed terminalem aż do ul. Gordona Bennetta. Dzięki temu Służba Ochrony Lotniska może karać mandatami nieuczciwych kierowców, którzy stojąc w hali przylotów podchodzą do nieświadomych podróżnych, a hala przylotów została oznakowana w kilku językach informacjami o legalnych korporacjach taksówkowych.
Połączeniem lotniska z ekspresową obwodnicą miasta jest droga ekspresowa S79.

## Częstotliwości radiowe
- ATIS – 120,455 MHz

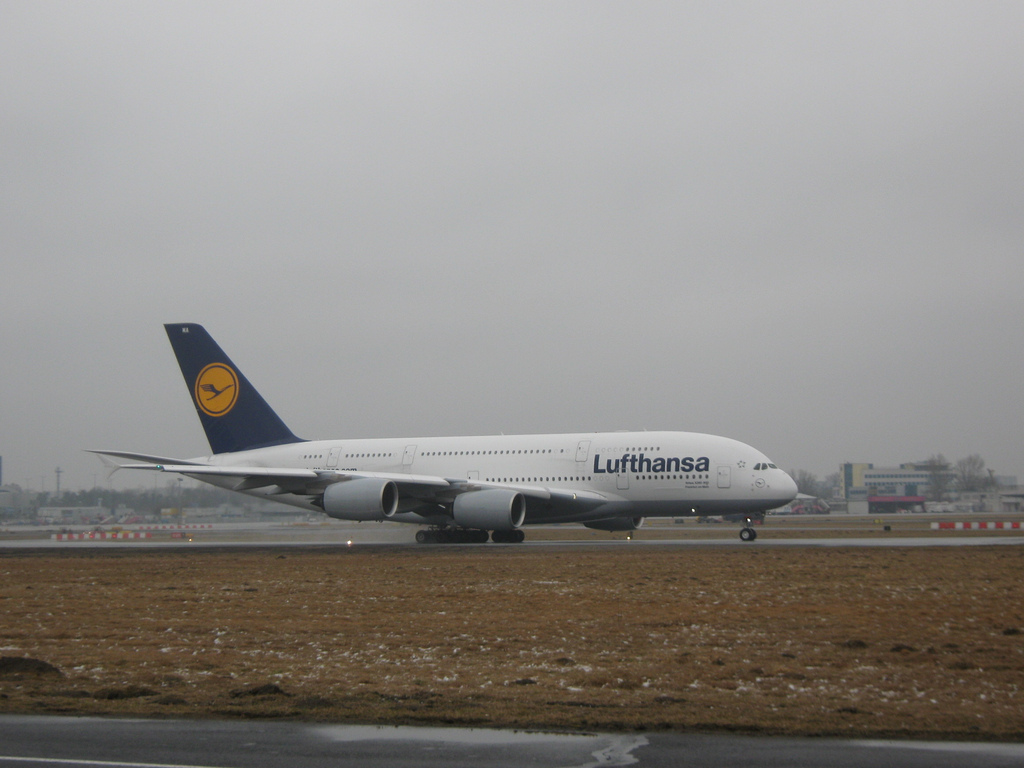
Airbus A380 na lotnisku Chopina

- Okęcie Clearance Delivery – 121,605 MHz
- Okęcie Ziemia (Okęcie Ground) – 121,905 MHz
- Okęcie Wieża (Okęcie Tower) – 118,305 MHz
- Warszawa Zbliżanie (Warsaw Approach) – 128,805 MHz (Południe) oraz 125,055 MHz (Północ)
- Warszawa Director (Warsaw Director) – 129,380 MHz

## Obszar ograniczonego użytkowania wokół lotniska
20 czerwca 2011 r. Sejmik Województwa Mazowieckiego podjął uchwałę nr 76/11 w sprawie utworzenia obszaru ograniczonego użytkowania dla Portu Lotniczego im. Fryderyka Chopina w Warszawie. Uchwała weszła w życie 4 sierpnia – po upływie 14 dni od dnia jej ogłoszenia w Dzienniku Urzędowym Województwa Mazowieckiego. (Dz. Urz. Woj. Maz. nr 128, poz. 4086).

## Wypadki na lotnisku i w jego pobliżu
- 19 grudnia 1962 – katastrofa lotnicza w Warszawie
- 14 marca 1980 – katastrofa lotnicza na Okęciu
- 9 maja 1987 – katastrofa lotnicza w Lesie Kabackim
- 14 września 1993 – katastrofa lotu Lufthansa 2904
- 1 listopada 2011 – awaryjne lądowanie lotu PLL LOT 016
- 10 stycznia 2018 – awaryjne lądowanie lotu LO3924